# Jardinage

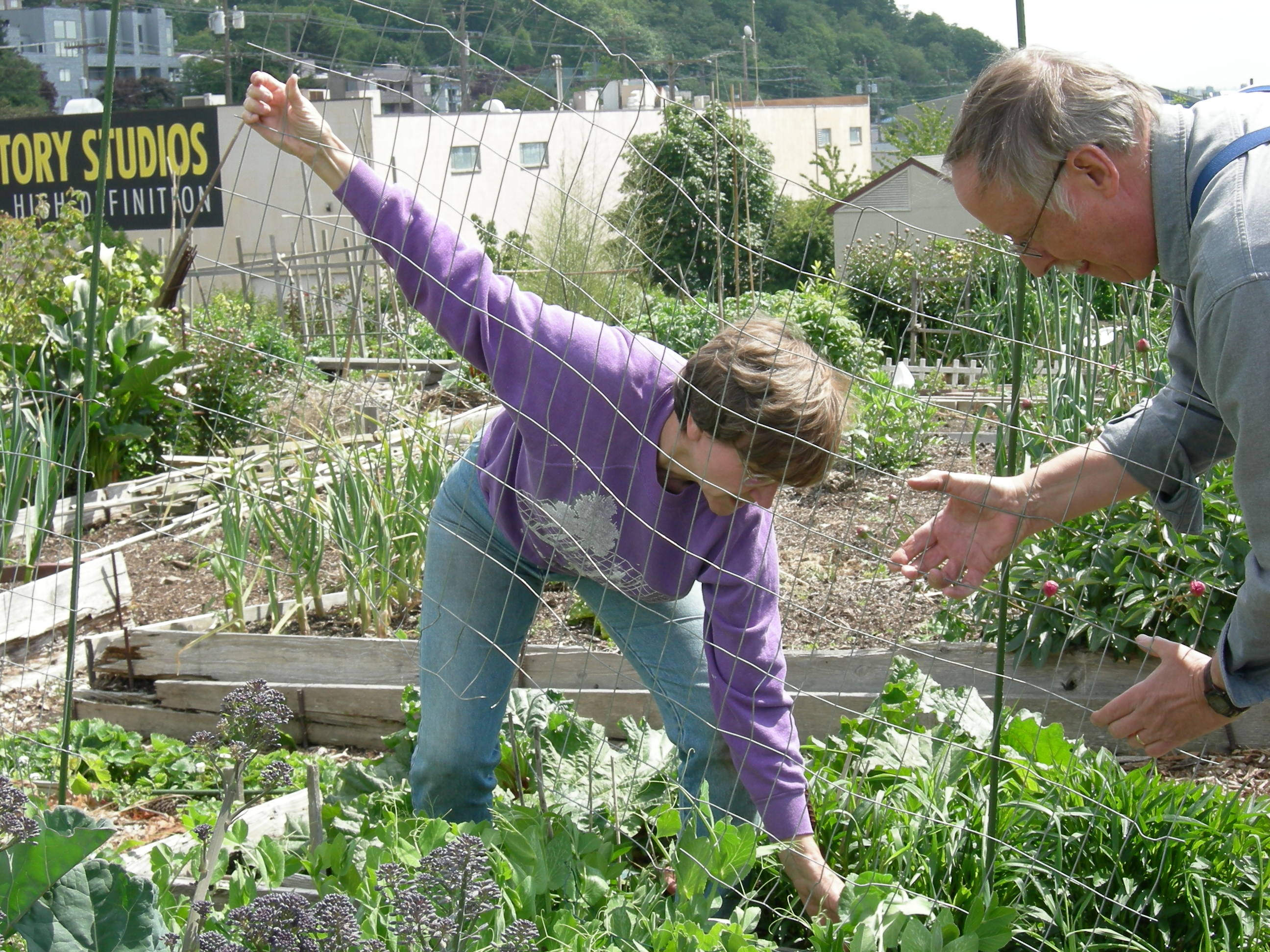
Travail de jardinage (Seattle, Washington)

Le jardinage est l'art de composer un jardin ; il est rattaché à différentes sciences notamment l'horticulture et l'agriculture. La méthode consiste à semer, planter, entretenir des végétaux dans des conditions idéales pour leur développement. Cette pratique ancienne, héritée de l'Antiquité, répond à un besoin esthétique mais aussi alimentaire.
Le jardinage, employé pour qualifier l'ornement et l'autoconsommation alimentaire pratiquée par les particuliers et les entités l'exerçant sans but lucratif direct, ne doit pas être confondu avec le maraîchage, l'arboriculture, la floriculture qui peuvent être des activités lucratives.
Les méthodes de jardinage, tout comme celles de l'agriculture, varient selon le climat, le sol, les usages et les ressources dont dispose le jardinier, ainsi il existe une très grande diversité de l'art des jardins dans le monde.

## Étymologie
Le terme « jardin », attesté au XIIe siècle, provient d'un gallo-roman hortus gardinus, signifiant littéralement « jardin enclos ».
Le mot hortus est le nom utilisé en latin pour désigner un jardin, qu'on retrouve beaucoup plus tard en français sous la forme hort ou ort, d'où déclinent horticulture, ou les hortillons picards (par exemple : hortillonnages d'Amiens). Le mot Gardinus est issu d'un francique gart ou gardo, « clôture », que l'on retrouve dans l'allemand garten et dans l'ancien et moyen français jart ou gart (XIIe siècle). Ce mot est cognat (avec métathèse des liquides) du vieux-slave (et du slavon d'église) grad (comme dans Kaliningrad) et du russe gorod (comme dans Novgorod ) « ville » : une ville est en ce sens un lieu enclos de murs.
Cette étymologie suggère que le jardin est un espace conçu pour protéger sa production contre le bétail, la volaille, le gibier et la sauvagine quand ils sont présents et parfois aussi des voleurs.
Le terme « jardinage » est employé dès la fin du XIIIe siècle[réf. nécessaire].

## Histoire du jardinage

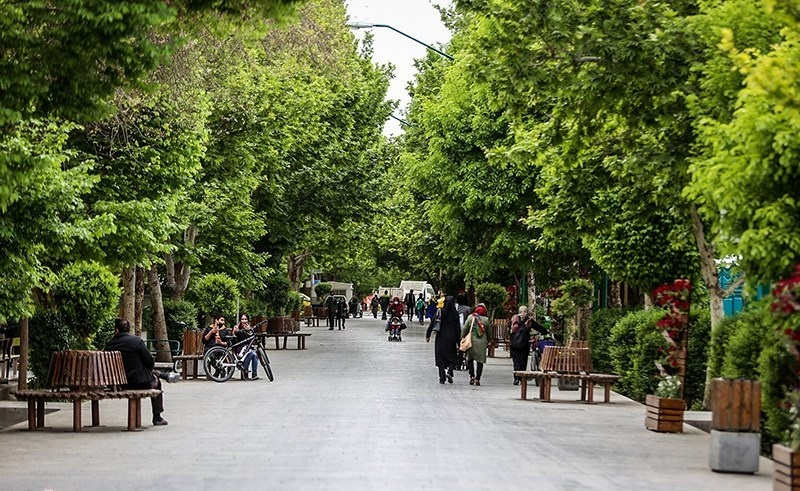
Jardin persan, exemple de Chaharbagh menant au Jardin de Mille arpents, aujourd'hui disparu (Ispahan, Iran)

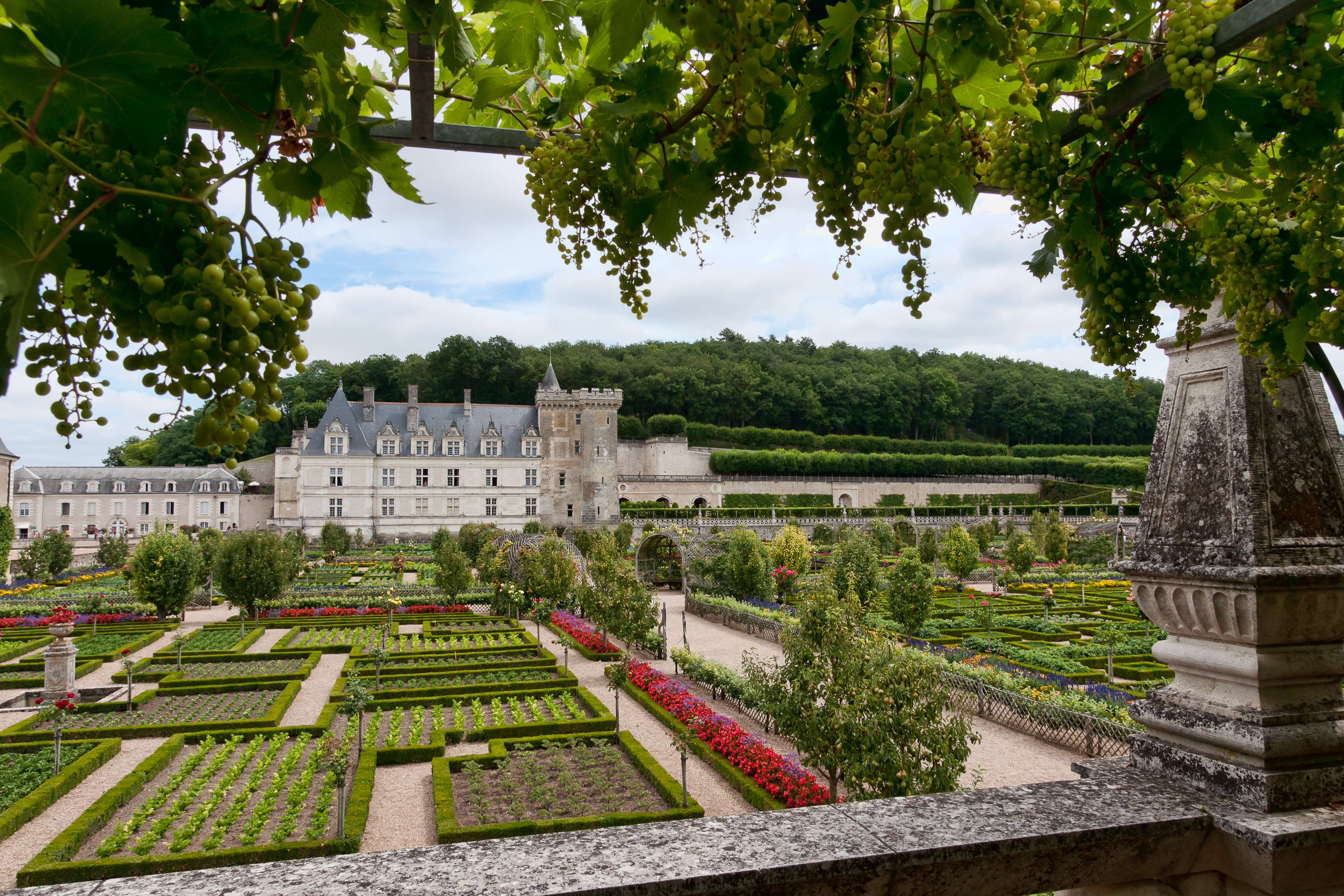
Le jardinage au Château de Villandry

L'art des jardins (en) est une pratique ancienne dans les cultures orientales : le tchaharbagh dans l'empire perse est une théorie de l'organisation du jardin, divisé en quatre parties par un plan en croix, qui fait partie de l'art des jardins persans, au Ve siècle av. J.-C. L'art s'est ensuite diffusé dans le monde hellénistique puis romain.
Les Jardins suspendus de Babylone, considérée comme une des sept merveilles du monde antique, qui auraient été construites au VIIe siècle av. J.-C., sont encore aujourd'hui considérés comme une hypothèse importante de recherche archéologique.
En 1599, Olivier de Serres (1539-1619), proprietaire terrien considéré comme un des premiers théoriciens de l’agronomie française, publie Le Théâtre d'Agriculture et Mesnage des Champs. Il s'agit d'un manuel agricole destiné au gestionnaire d'un domaine rural s'étendant sur cent cinquante hectares, le domaine du Pradel, que possède Olivier de Serres. Cet ouvrage, considéré comme un texte scientifique fondateur des pratiques agronomiques modernes, aborde aussi bien l'agriculture que le jardinage qui font partie d'un même ensemble.
Les jardins royaux, et les jardins à la française, tels que le Potager du Roi à Versailles, ou le Jardin royal des plantes médicinales font partie de l'histoire du jardinage. De même que la création des jardins des plantes.
En 1709, Antoine Joseph Dezallier d’Argenville (1680 -1765,) gestionnaire et conseiller du Roi, également naturaliste grand amateur de jardins, publie le traité intitulé Théorie et pratique du jardinage est publié pour la première fois. Il est écrit par. Il fait la synthèse des connaissances du « Grand Siècle » à la fois pour l'art de concevoir des jardins et pour les techniques horticoles.

## Jardinage, agriculture ou paysagisme?

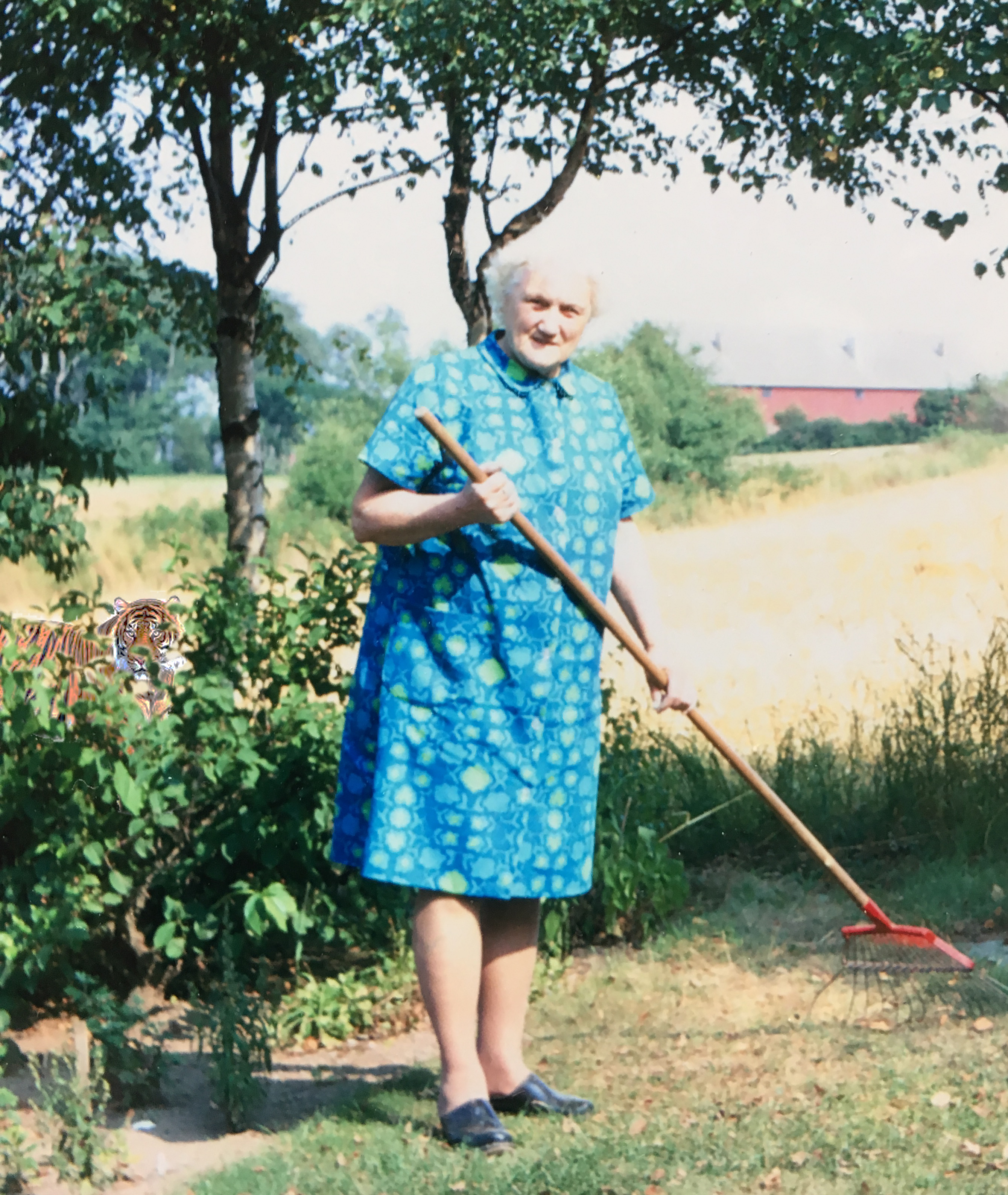
Le jardinage agricole, une activité féminine

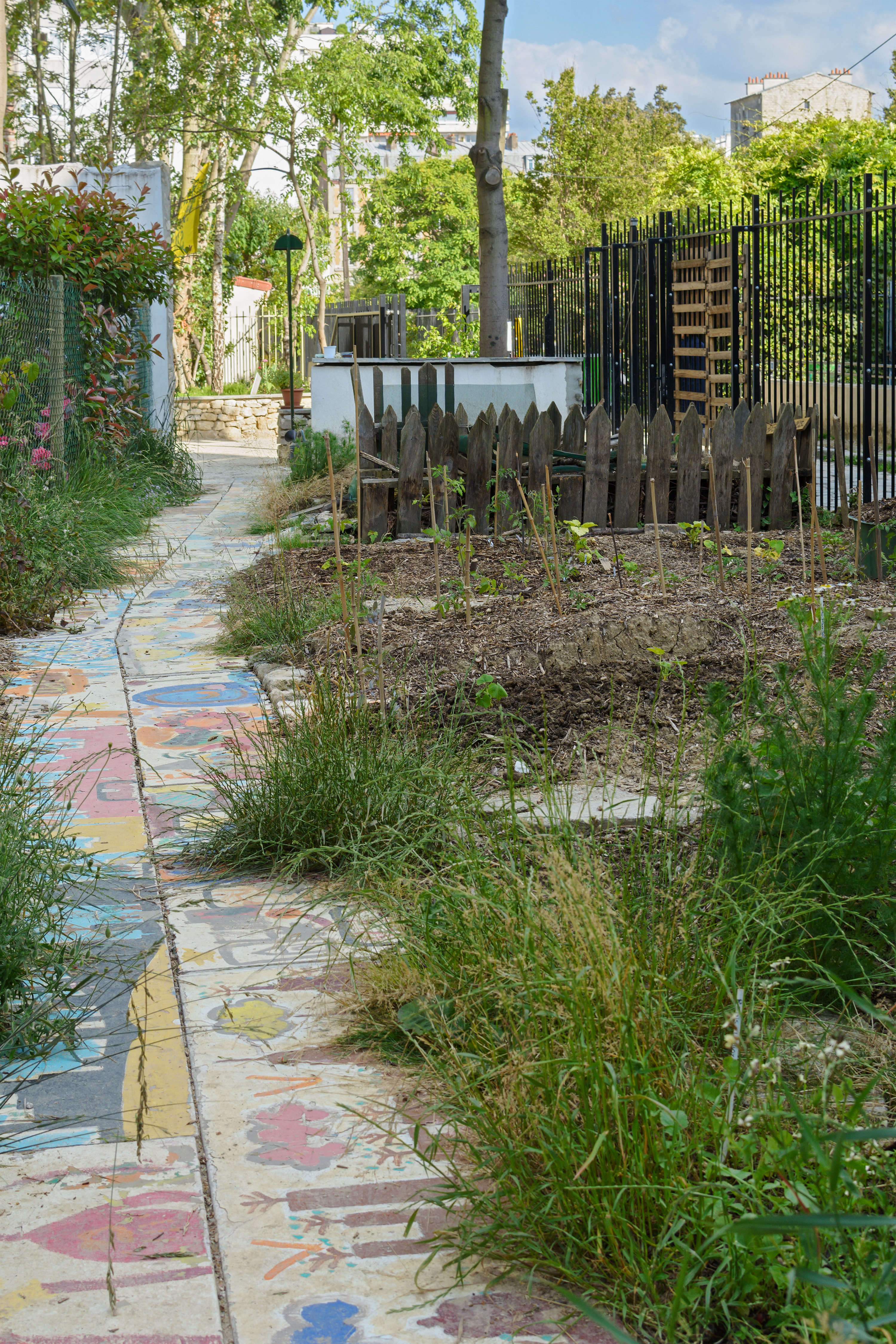
Un jardin partagé dans la rue des Thermopyles dans le 14e arrondissement de Paris.

### Jardinage et agriculture
Le jardinage est un type d'agriculture centré sur la culture végétale et qui n'implique généralement pas l'élevage.
La différence entre le jardinage et l'agriculture intensive est essentiellement une différence d'échelle et de moyens : le jardinage professionnel peut faire référence, au jardinier chargé de la conception ou de l'entretien de jardin, au maraîchage, au metier de fleuriste cultivateur, à l'aménagement paysager, mais cela peut également être un loisir, ou tendre vers une sécurité alimentaire. Alors que l'agriculture intensive s'inscrit dans une démarche de rentabilité, de commercialisation et de statut professionnel. 
Dans les représentations sociales, bien souvent le jardinage est envisagé comme une activité respectueuse de l'environnement, permettant une connexion à la nature. En comparaison, l'agriculture intensive est perçue comme un activité ayant recours à la mécanisation, aux fertilisants chimiques, à des systèmes d'irrigation performants, aux amendement et engrais. Ainsi, le jardinage est souvent perçu comme une pratique vertueuse tandis que l'agriculture est perçue comme une activité polluante. Les jardins partagés urbains, qui se développent dans les villes européennes, questionnent ce lien qui existent entre agriculture et jardinage, activité de loisirs et activité de production.
Cette dichotomie concerne notamment la place des femmes dans les espaces verts. Les sciences sociales questionnent aujourd'hui le genre, dans l'activité de jardinage car cet angle d'étude a été peu valorisé jusqu'à la fin du XXe siècle. Cette question aborde la place des femmes dans l'art des jardins potagers, leur place dans les fermes tenues par des hommes, dans les jardins partagés. Et jusqu'au rôle dans l'art de combiner les fleurs du jardin, les femmes guérisseuses et les femmes qualifiées de sorcières.

### Jardinage et paysagisme
Le jardinage est généralement associé à l'entretien d'un jardin, à ses usages : récréatif, embellissement, soin ; et moins à sa création seule. À partir du XXe siècle, les métiers deviennent des spécialités. Le langage contemporain parle de paysagisme ou d'architecture de jardin, lorsqu'il s'agit de penser et créer un jardin. Les paysagistes entrepreneurs conçoivent, réalisent et entretiennent les jardins tandis que les paysagistes planificateurs, qui travaillent le plus souvent avec des urbanistes et des architectes, font des plans d'organisation d'un jardin.
En référence à l'art des jardins de l'époque de André Le Nôtre, certains praticiens ont recours au terme "jardinisme" plutôt que "jardinage",.
Un certain nombre de paysagistes contemporains préfèrent le terme « jardinier-paysagiste » à celui d'« architecte-paysagiste »[réf. nécessaire].

## Intérêt économique

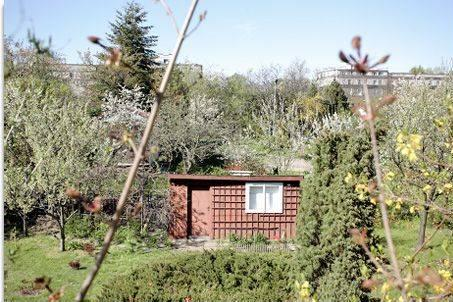
Exemple de jardin familial en Pologne.

Le jardinage permet aussi, pendant les périodes de crise, de chômage, de pénurie ; notamment pendant les guerres ou les périodes de sécheresse, surtout dans les zones difficiles, d'assurer une production alimentaire complémentaire grâce à un jardin potager. Pour les populations à revenu modeste, la production de fruits et légumes est une source d'économies réelle. Dans ce cas, le jardinage se rapproche de l'agriculture vivrière. 
En 2018 une étude a été réalisée en France pour essayer d'évaluer cet intérêt. Cet intérêt économique varie selon les espèces cultivées. Il est particulièrement élevé pour les plantes aromatiques  et les petits fruits rouges. Les fruits et légumes sont généralement très rentables chez les jardiniers confirmés. Sans tenir compte du temps passé, en prenant en compte les dépenses engagées (qui fluctuent selon la taille du jardin, les investissements réalisées et les pratiques…) et en estimant la valeur des récoltes sur la base des prix moyens du commerce bio en haute saison, les économies réalisées peuvent varier très fortement de 400 € à plus de 2000 €, mais sont en moyenne proches de 1 500 € par an. Comme plusieurs jardiniers l’on dit : « mon jardin potager c’est mon 13e mois »,,.

## Pratique récréative et de soin

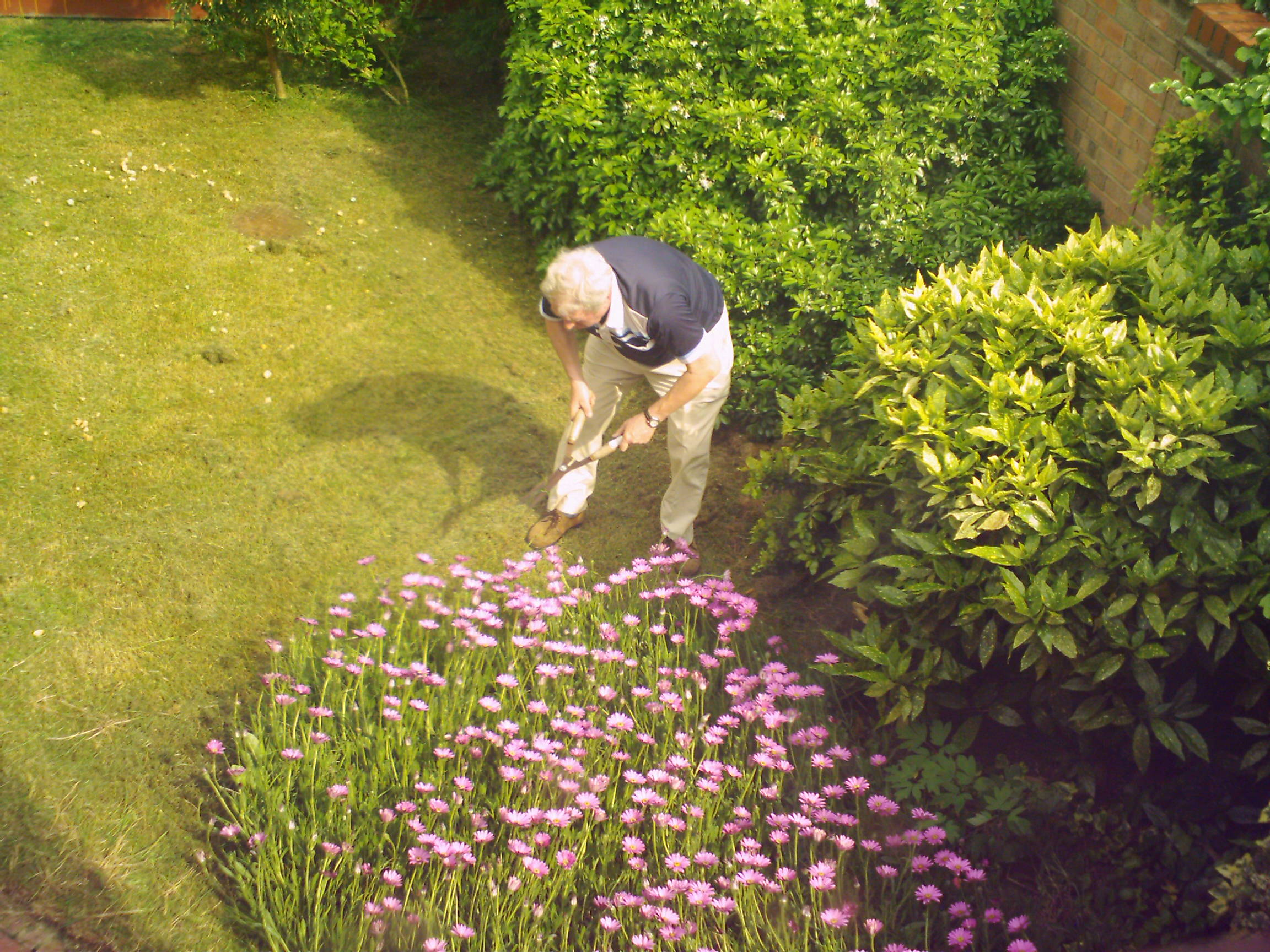
Jardinier amateur entretenant son jardin.

Le jardinage procure au jardinier différentes joies. Le plaisir d'une activité de plein-air et de profiter du résultat de son travail : une pelouse agréable, un parterre net ou au contraire exubérant, fleuri et nourrissant de nombreux insectes (papillons, abeilles, syrphes…), un arbuste élégant, de bons fruits et légumes, etc. Celui de travailler des matériaux naturels : la terre, le bois, l'herbe, les graines, les fleurs et l'eau. Celui d'imaginer et de réaliser l'harmonie d'un paysage ou de permettre à la nature de s'exprimer. Le jardinage a également un impact positif sur la santé humaine, tant physique que mentale, : il contribue à lutter contre les mauvaises habitudes alimentaires, voire de limiter certaines injustices sociales ou écologiques dans l'accès aux produits alimentaires, c'est un exercice physique en plein air et une création personnelle ou parfois collective (dans les jardins partagés notamment) jugés par de nombreux jardiniers gratifiants et aidant à lutter contre le stress. On retrouve cet aspect dans les jardins thérapeutiques.
Comme toutes les activités humaines dans les sociétés occidentales, le jardinage n'échappe pas à une certaine marchandisation ; toute une activité économique s'est développée autour de cette pratique. À l'origine assurée par les graineteries, la commercialisation des plants et graines est de plus en plus assurée par des jardineries qui l'accompagnent d'une offre d'accessoires et de produits de traitement divers et qui font partie maintenant du paysage des zones commerciales des grandes villes. Pépiniéristes et entreprises d'entretien d'espaces verts complètent l'offre de services accessibles au particulier. On peut parler de marchandisation de la nature.

## Outils spécifiques au jardinage

### Les outils traditionnels
Pelle, râteau, fourche, transplantoir, houlette,  bêche, pioche, grelinette, binette, sécateur, scie égoïne, houe, sarcloir, taille-haie.

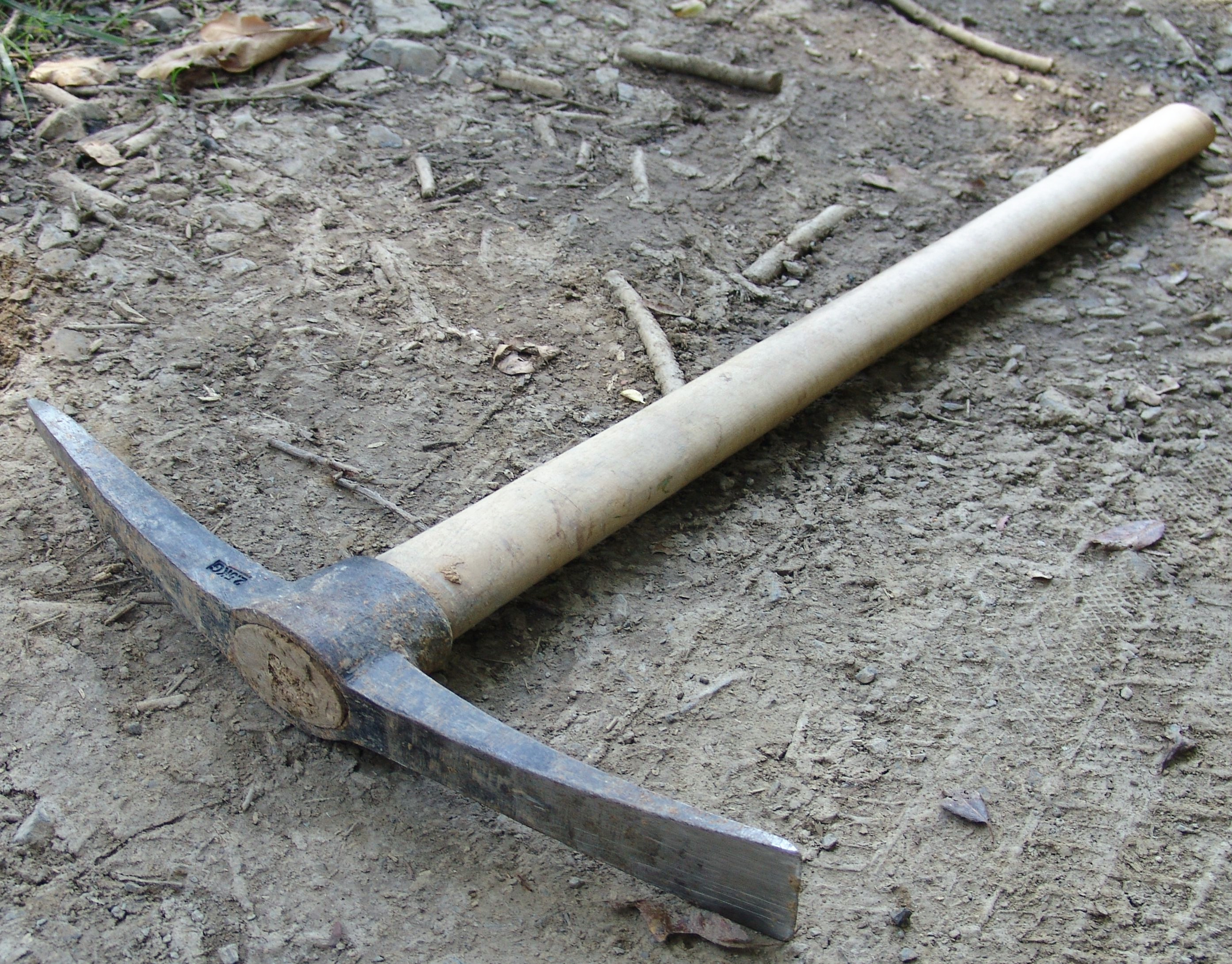
Pioche de terrassier.
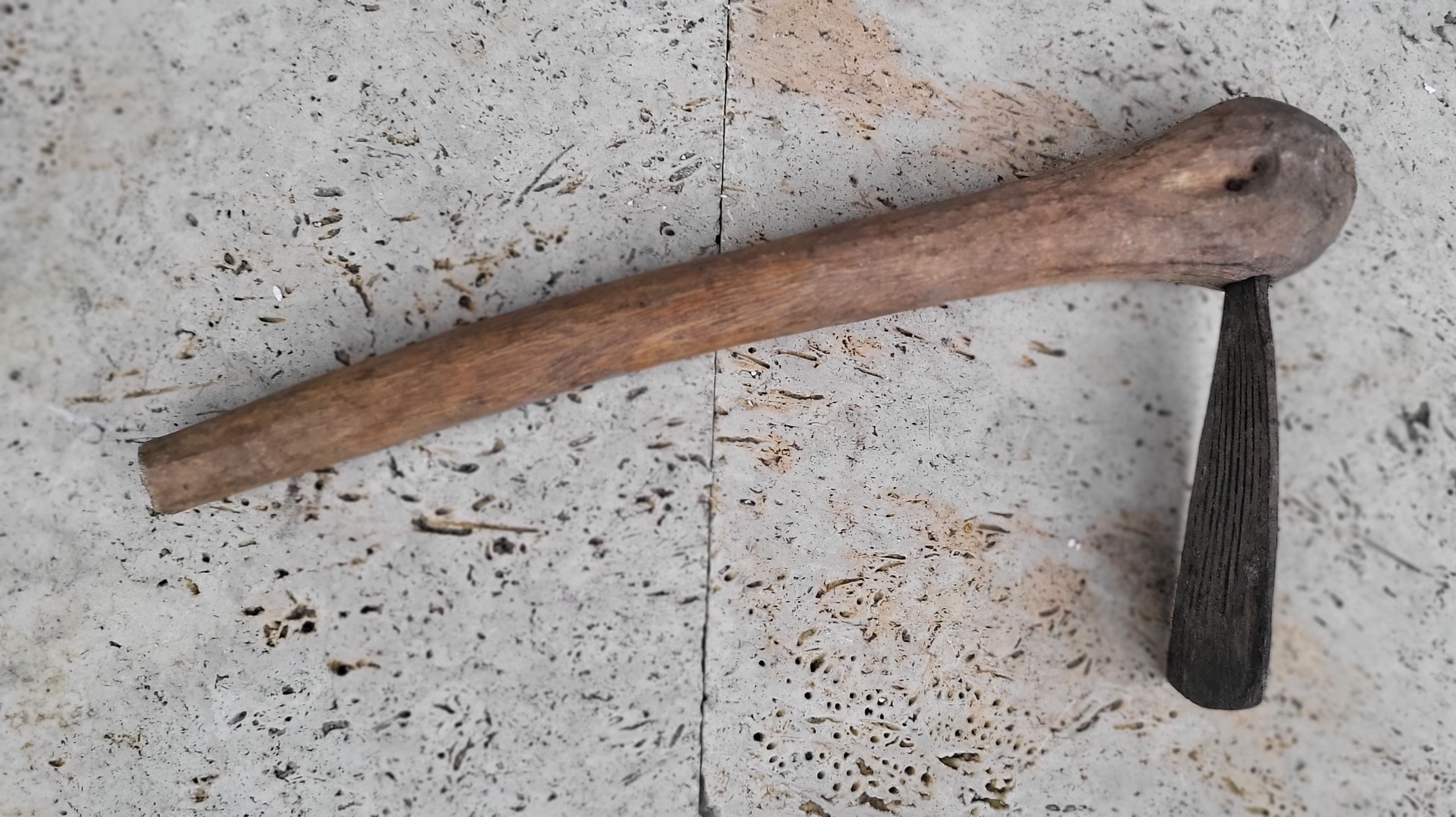
Houe manuelle démontable utilisée au Mali
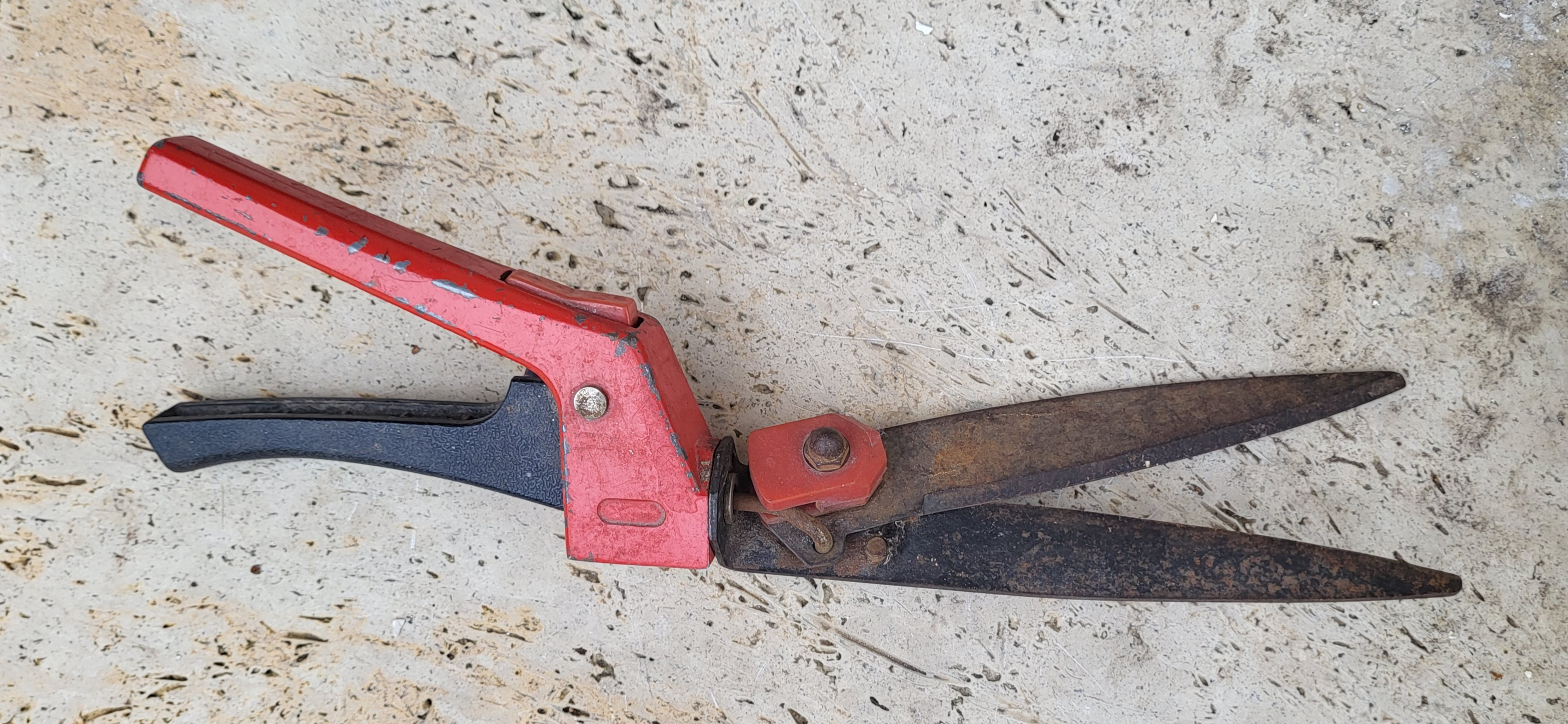
Cisaille à gazon manuelle
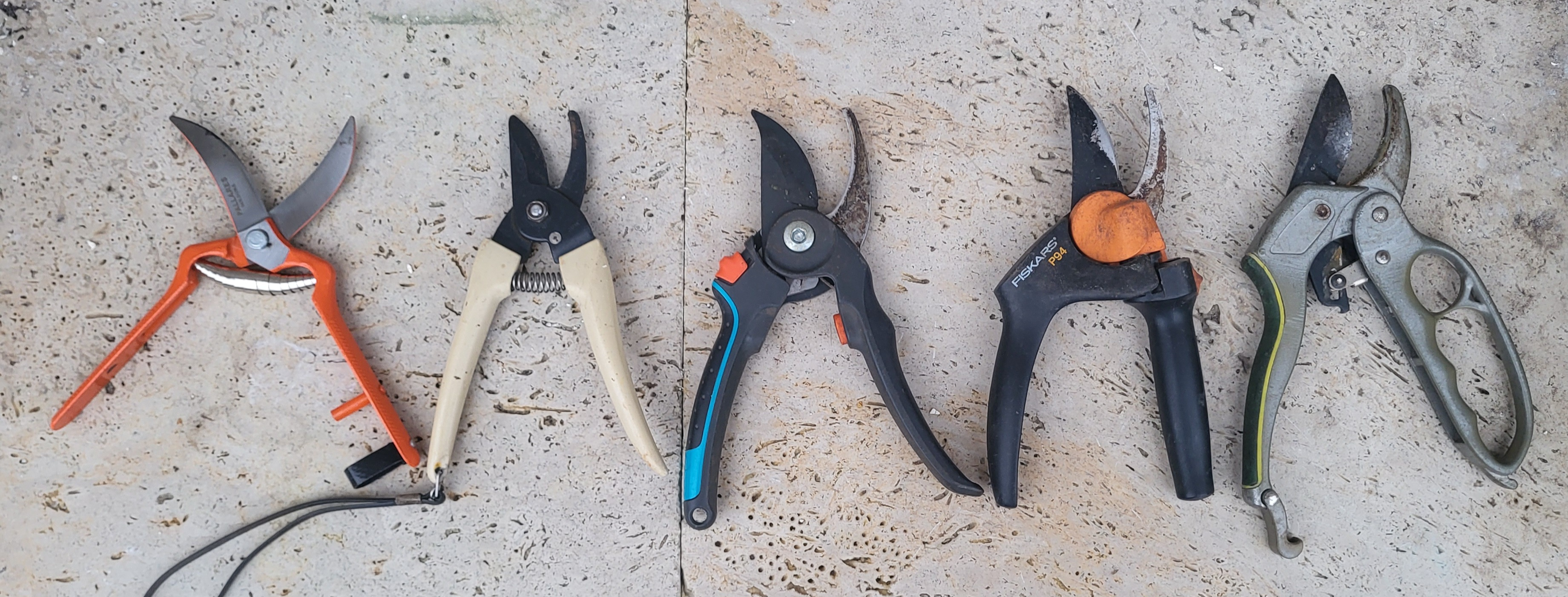
Sécateurs adaptés à des tailles et des duretés de bois différentes
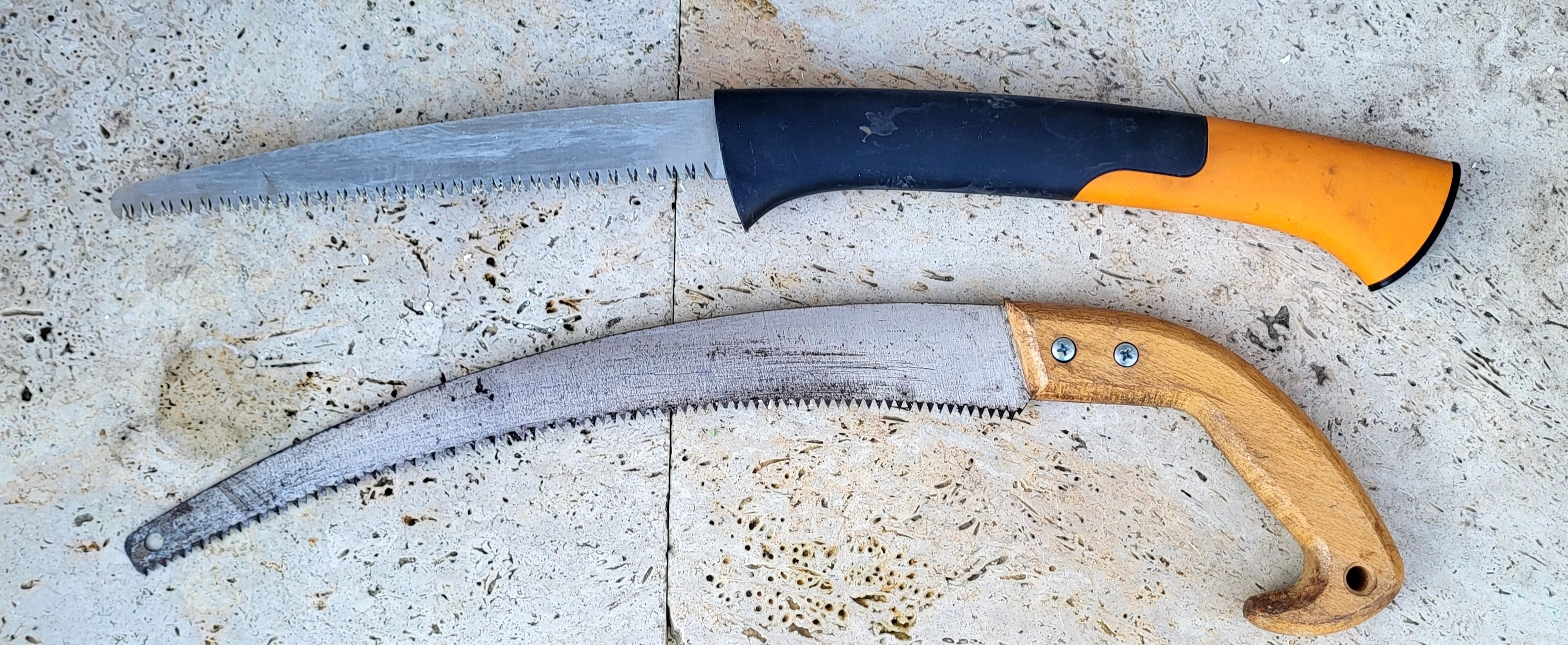
Scies d'élagage, arboricoles, pliable ou à lame recourbée
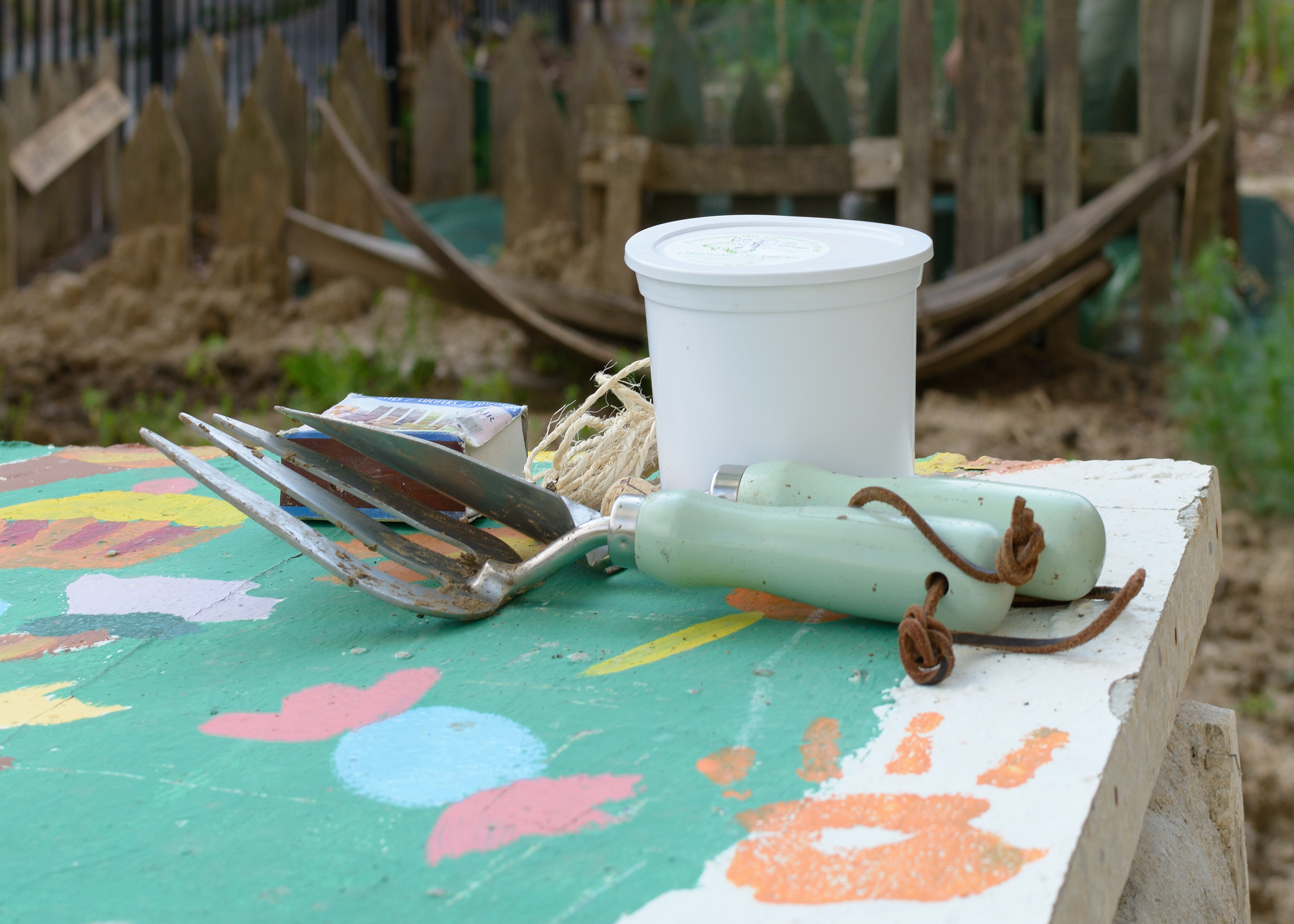
Petits outils de jardinage : fourche à fleurs et transplantoir.
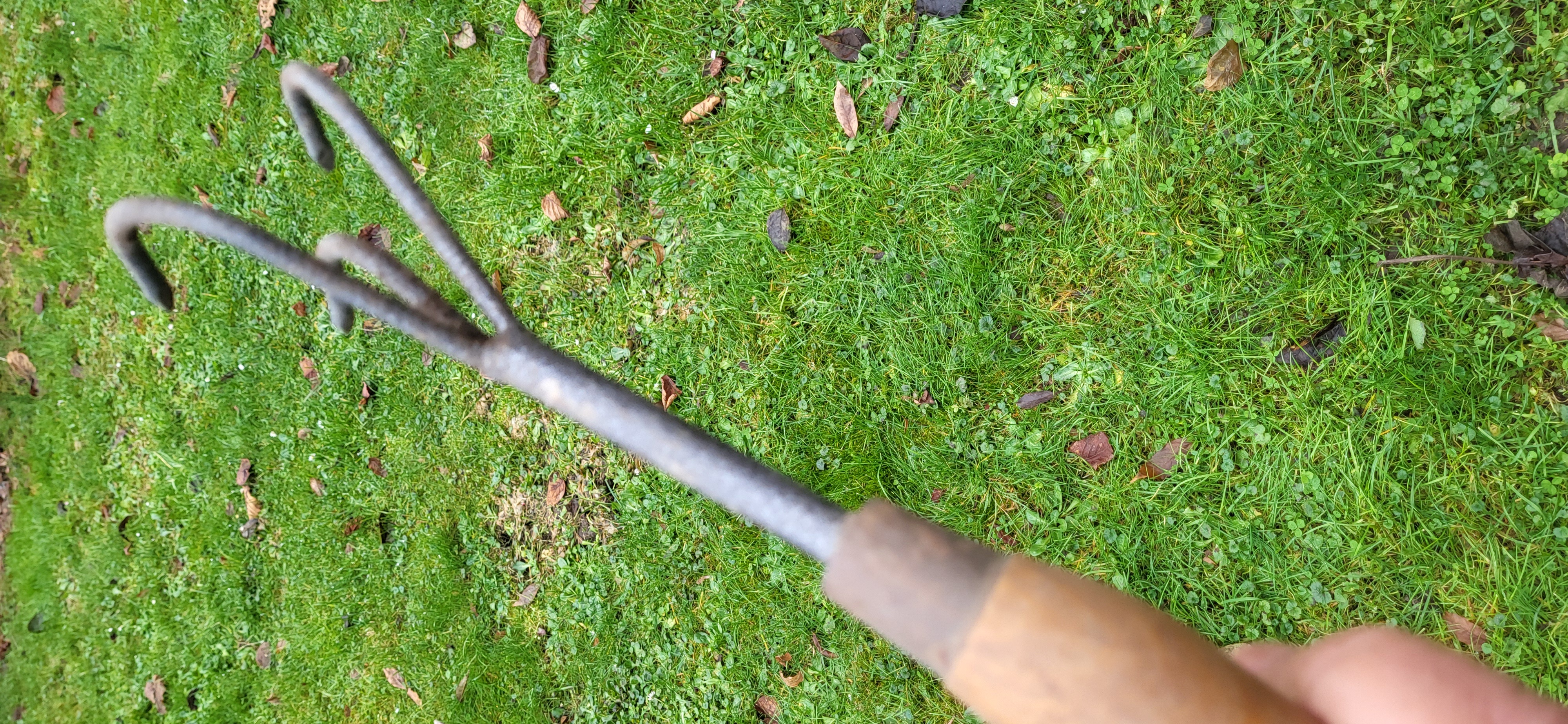
Griffe de jardin pour affiner la terre et désherber
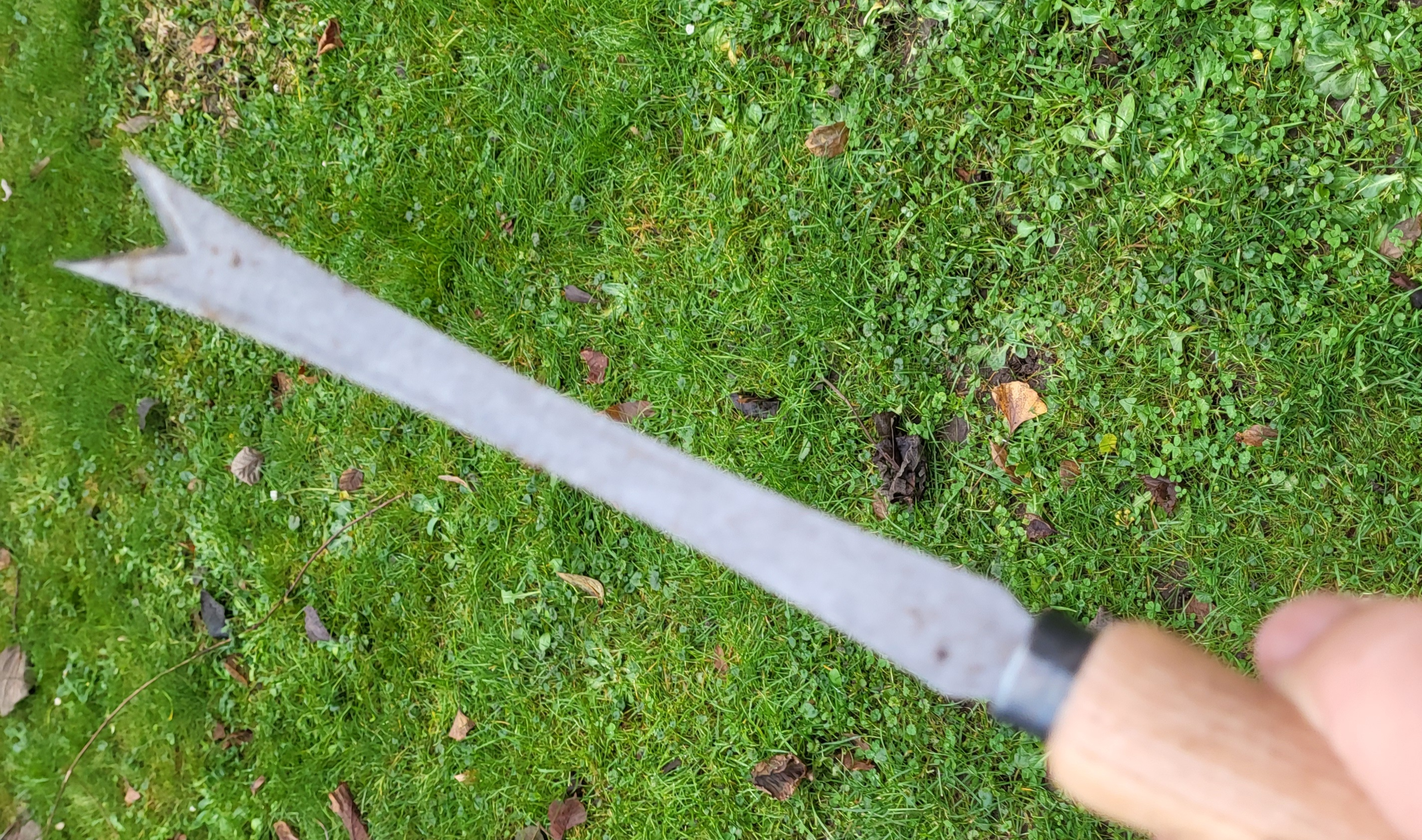
Couteau à désherber
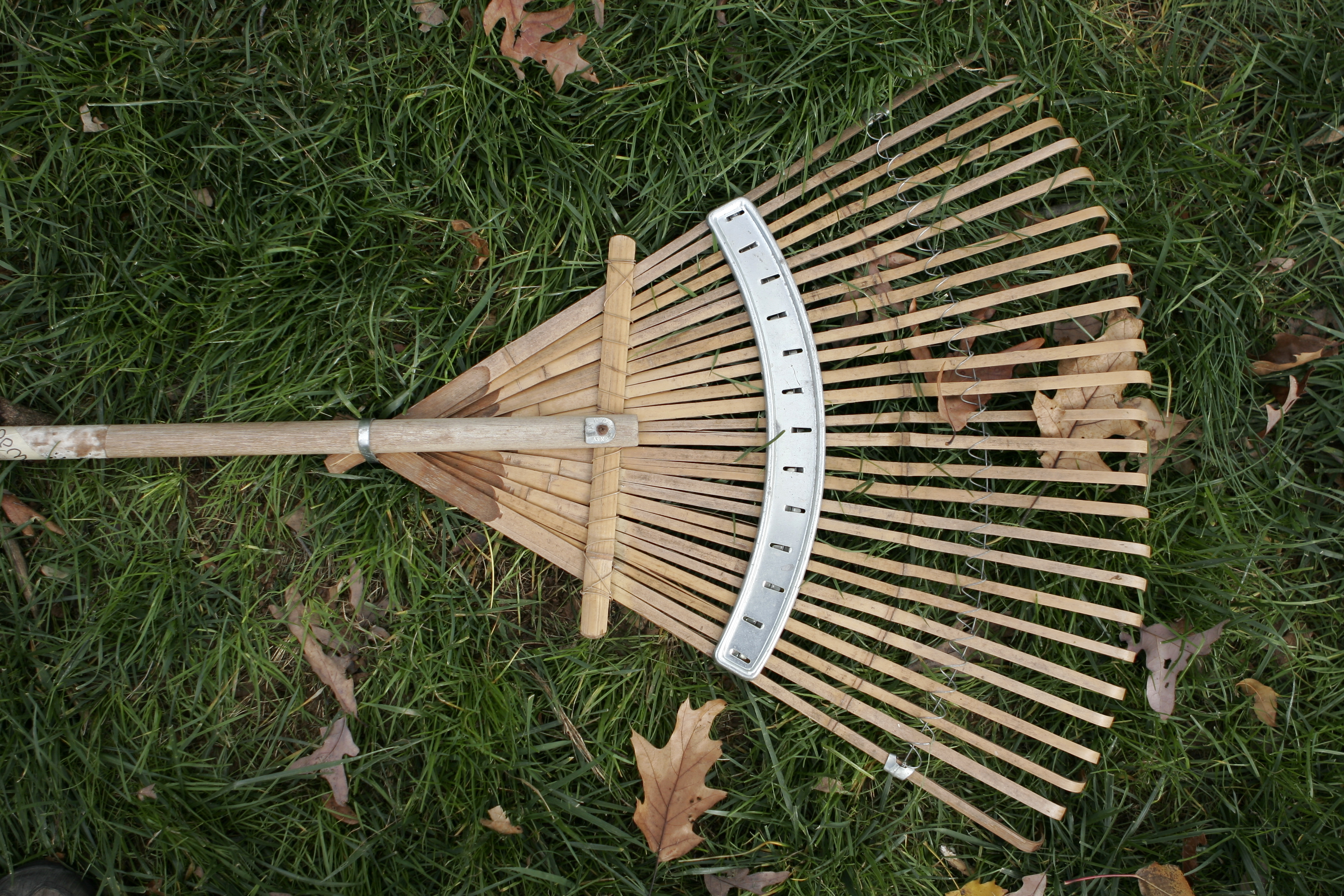
Râteau en bambou.
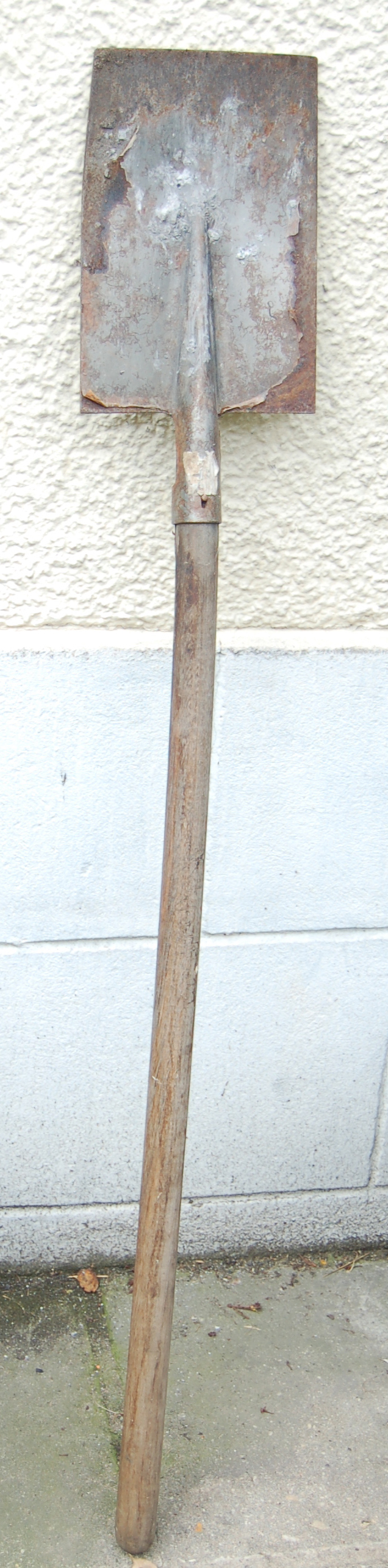
Bêche.

### Les accessoires
Panier, gants de jardinage, arrosoir, liens, brouette, tabouret de jardinage, tuyau d'arrosage, arrosage au goutte à goutte, germoir, mini serre, châssis, serre de jardin, serre tunnel de jardin, filet anti-insectes (insect-proof), filet anti-oiseaux, composteur, semoir...

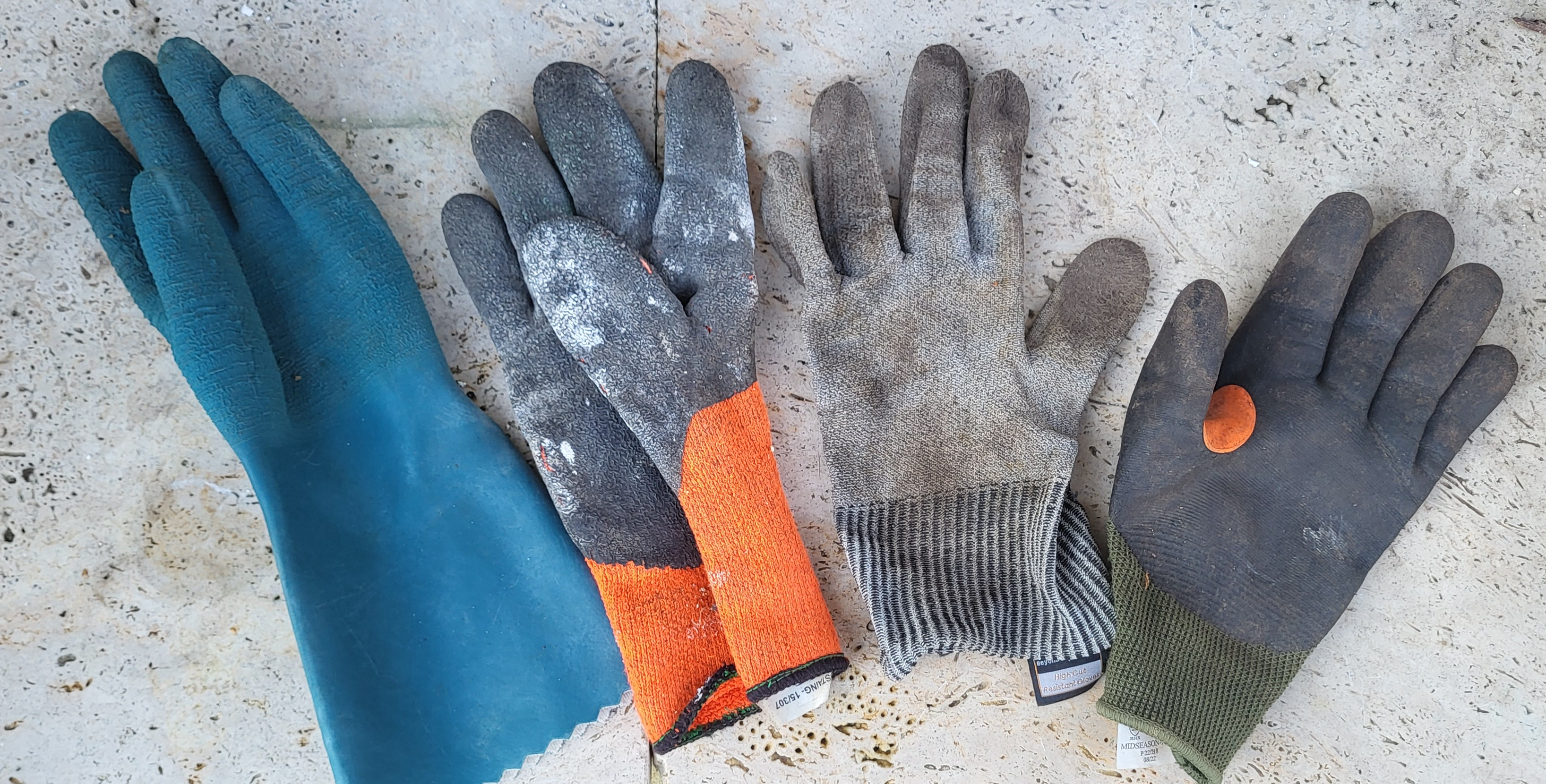
Différents modèles de gants de jardinage.
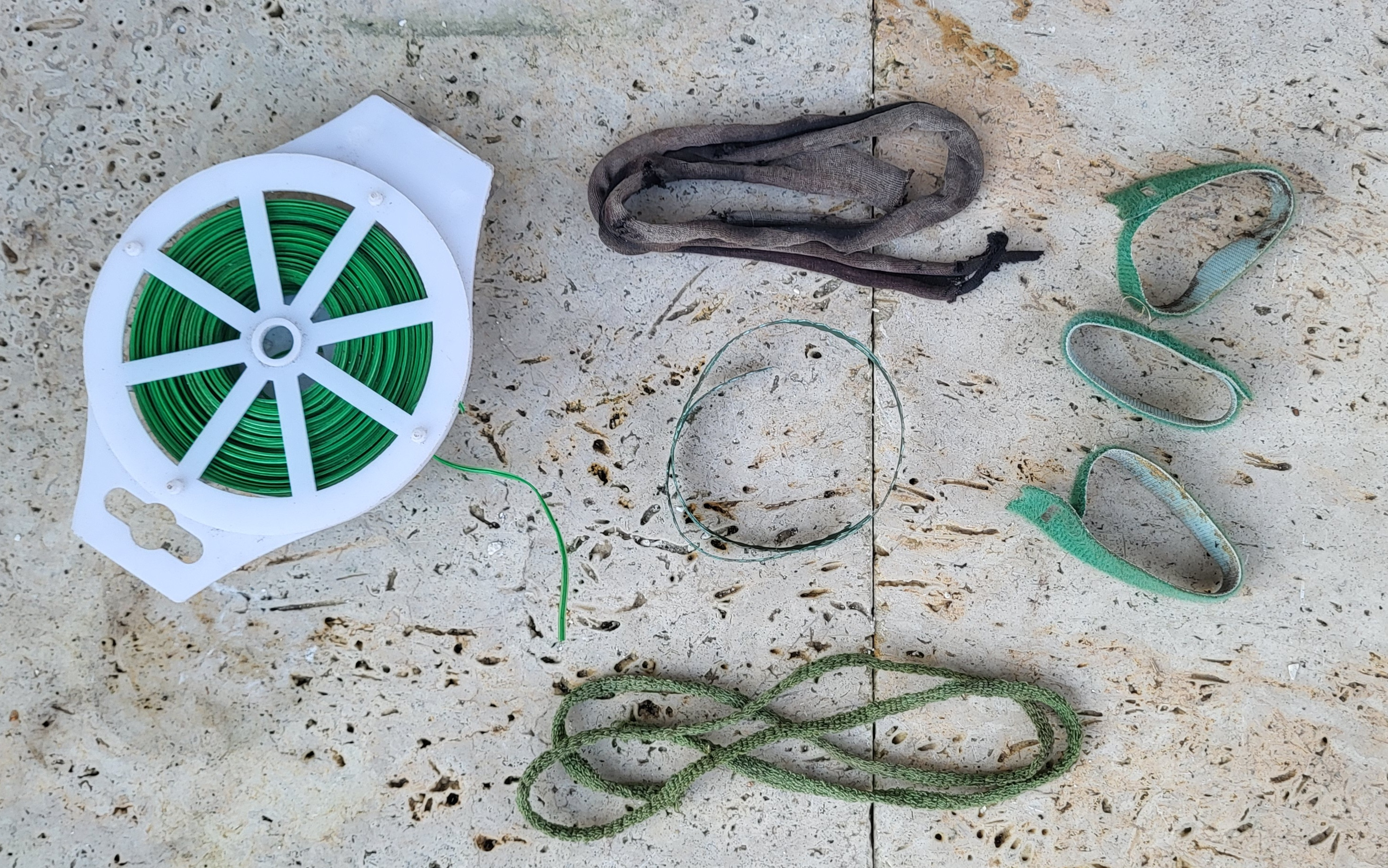
Liens utilisables en jardinage, souples ou rigides
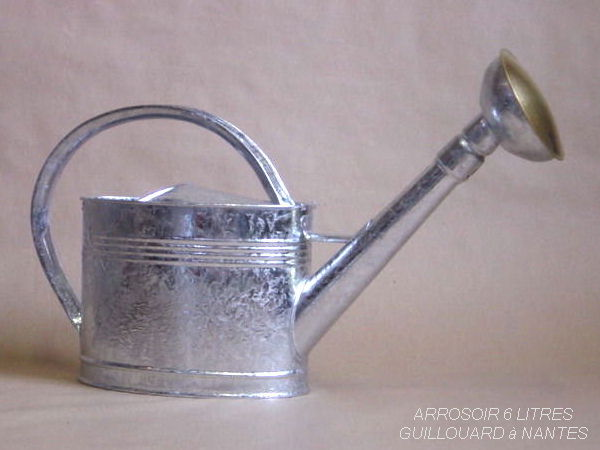
Arrosoir en acier galvanisé.
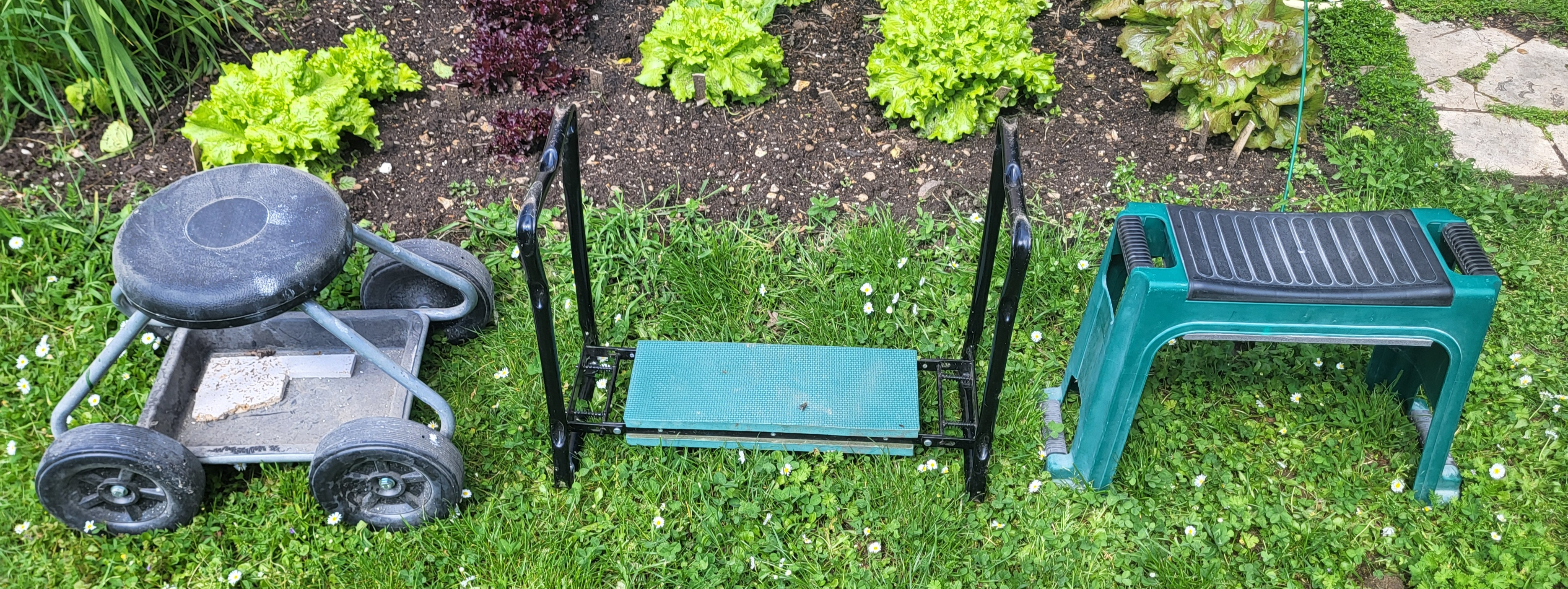
Trois modèles de tabourets.
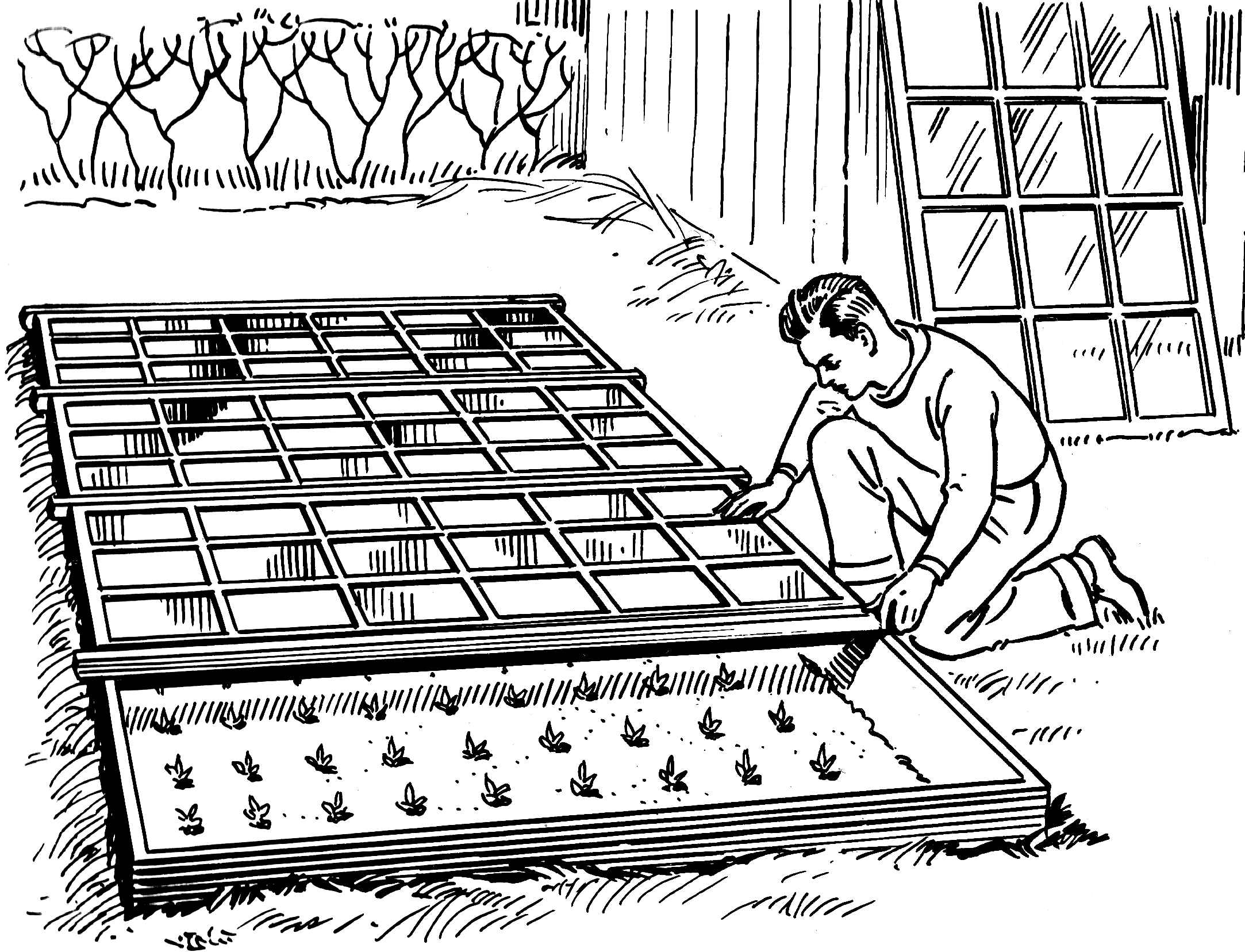
Châssis.

### Les outils mécaniques
Tondeuse, motoculteur, tronçonneuse, souffleur de feuilles, débroussailleuse.

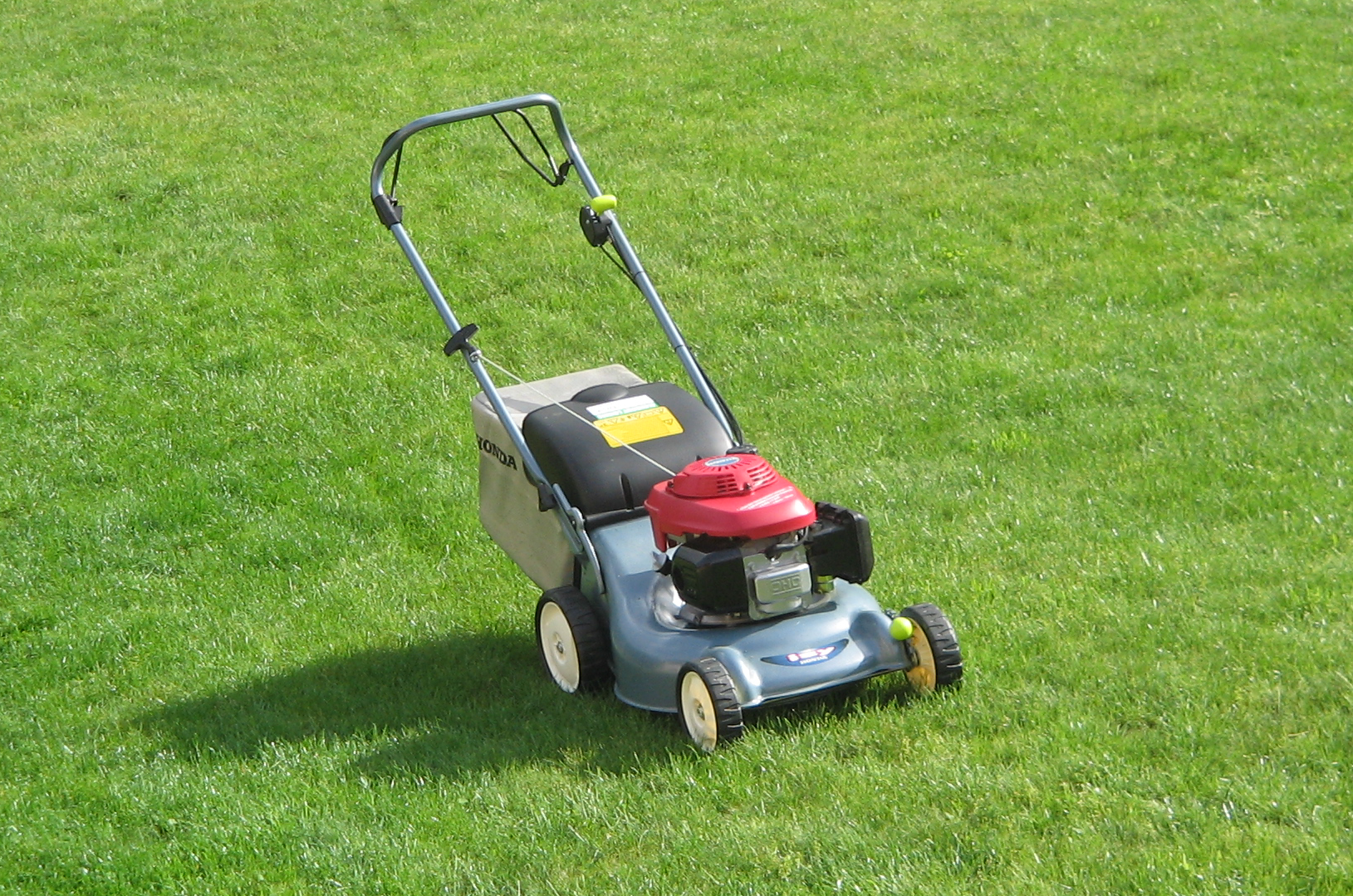
Tondeuse à gazon mécanique à lames rotatives.
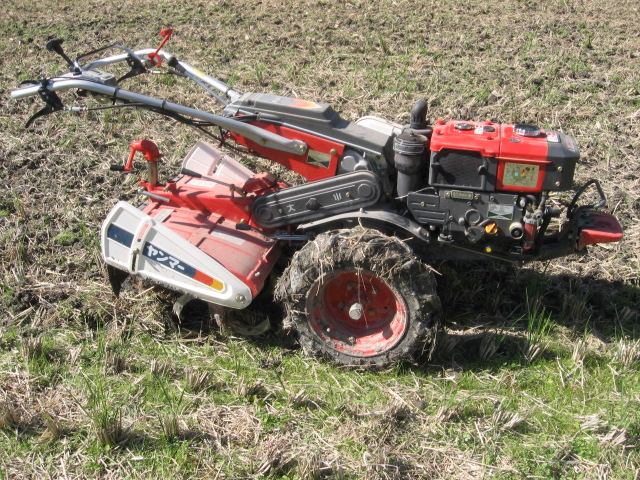
Motoculteur.
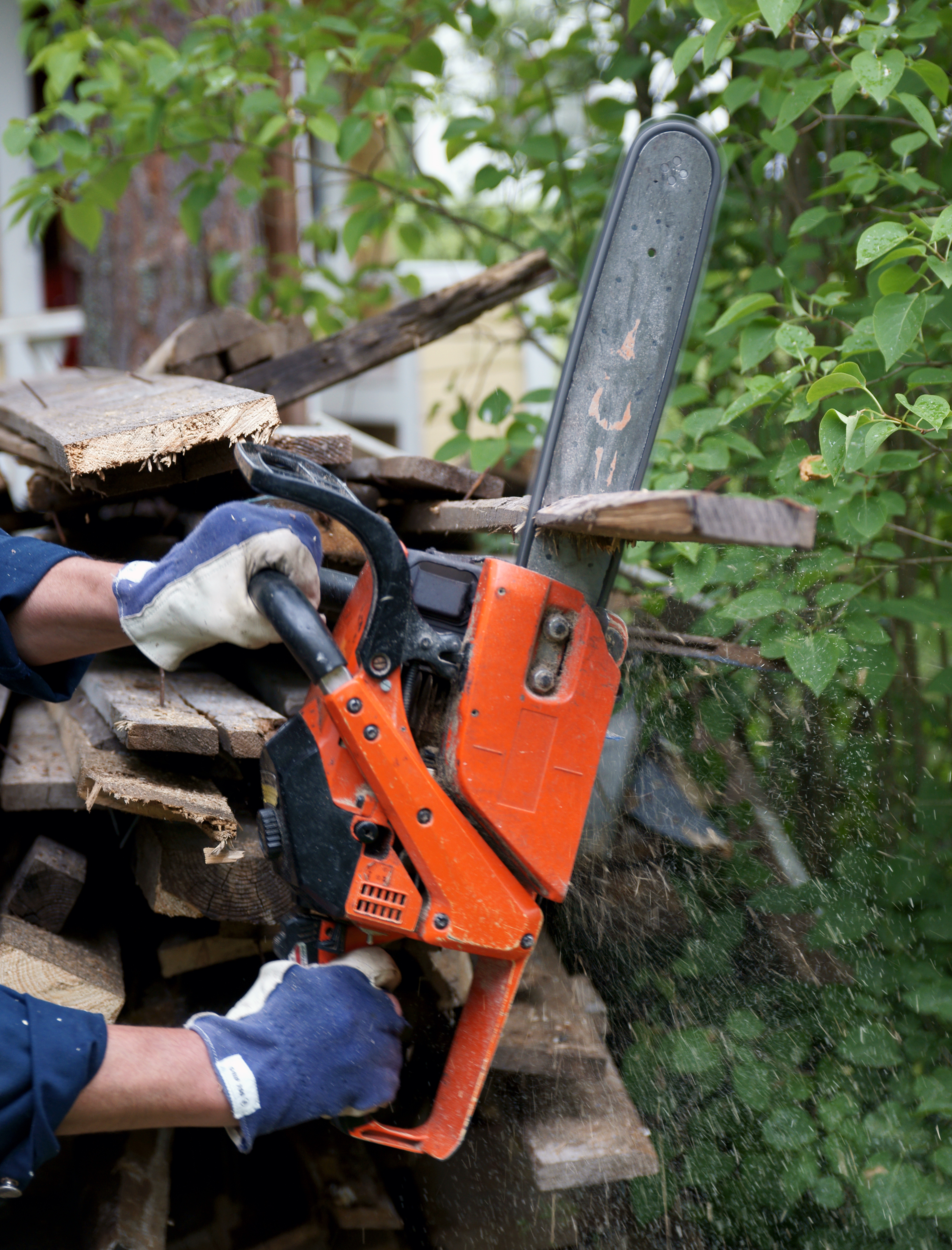
Tronçonneuse.
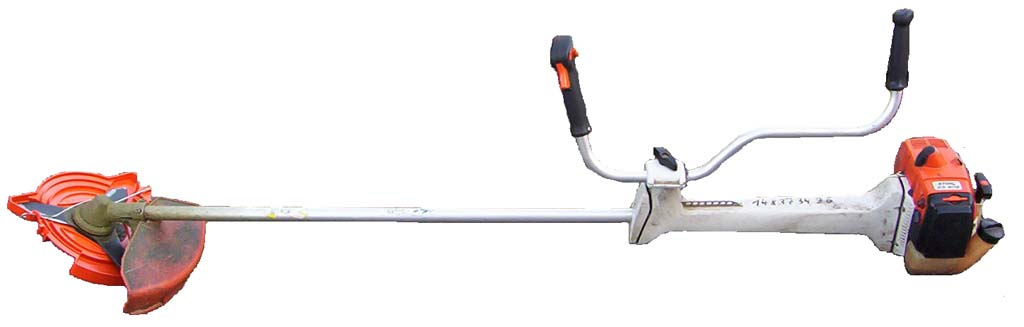
Débroussailleuse à lame portative.

### Les véhicules
Tondeuse, tracteur, micro tracteur et atomiseur.

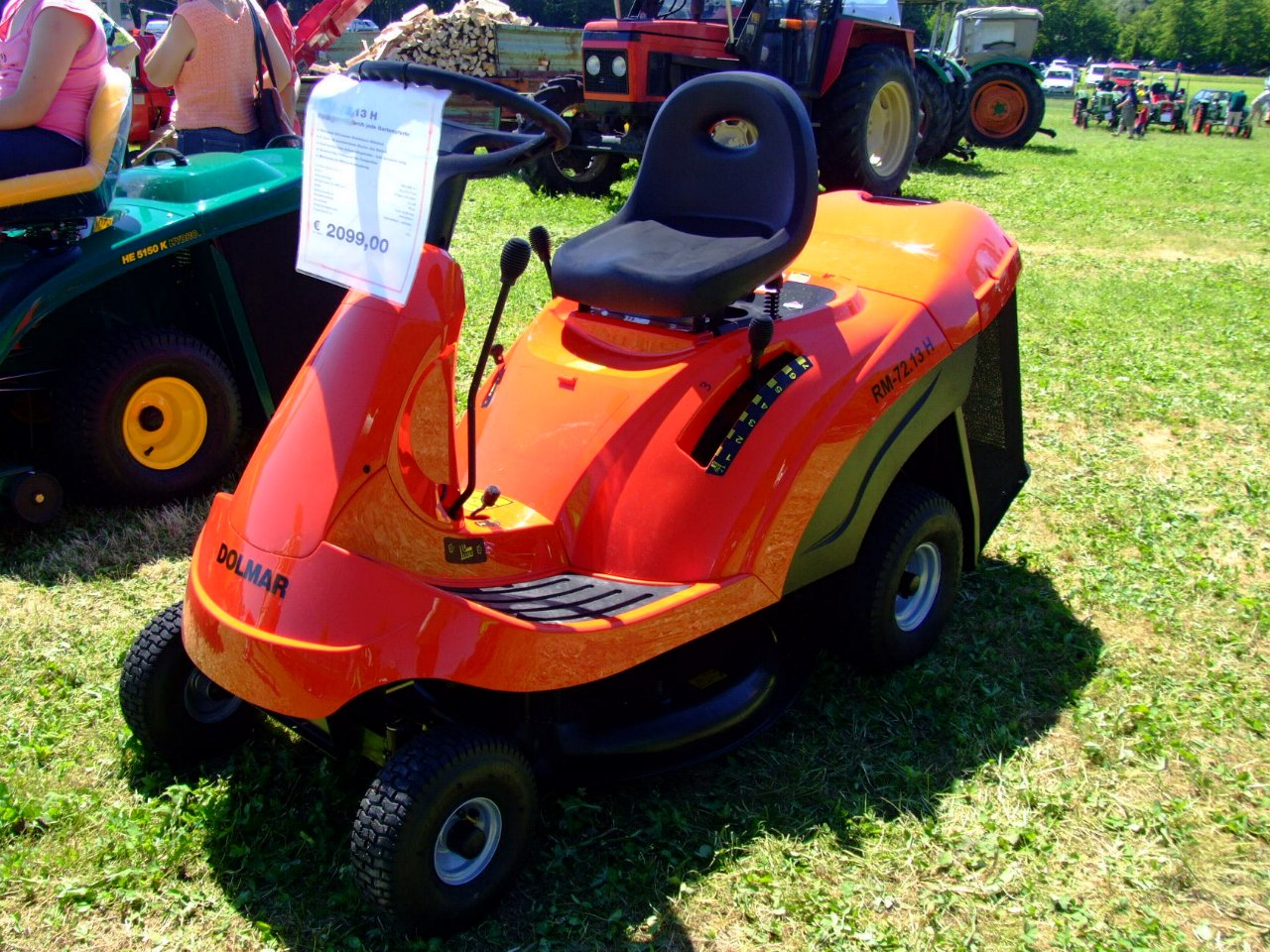
Tracteur-tondeuse Dolmar RM-72.13 H.
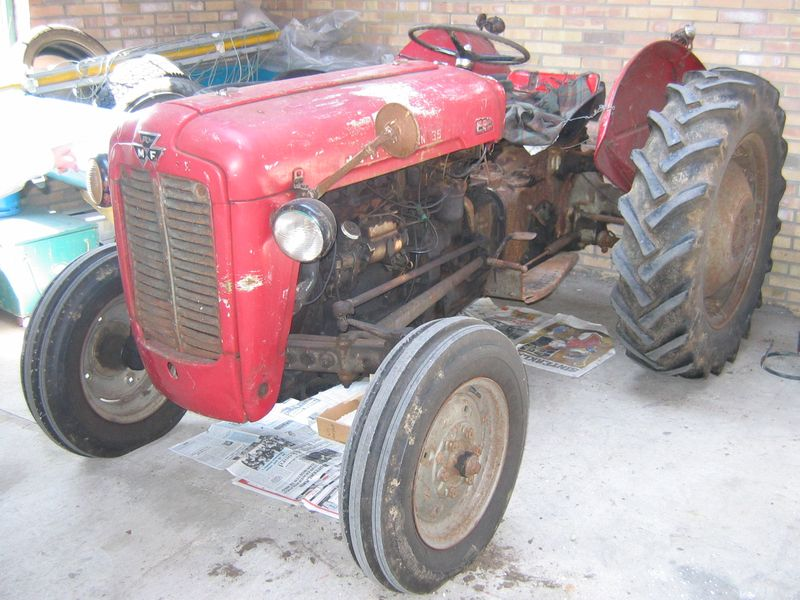
Tracteur Massey Ferguson 35.
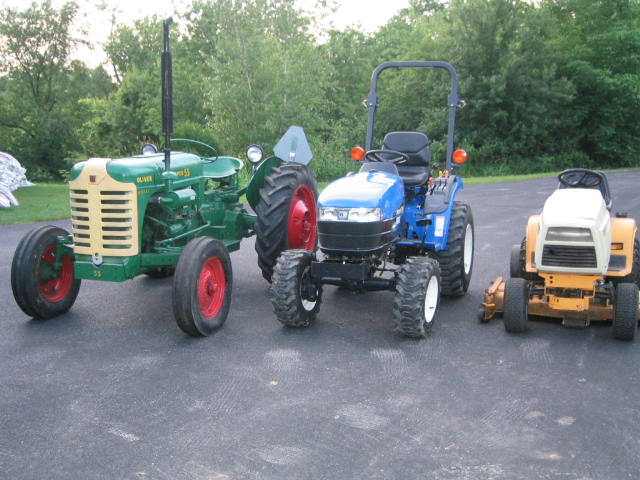
Tracteur de ferme, micro-tracteur et tracteur de jardin.
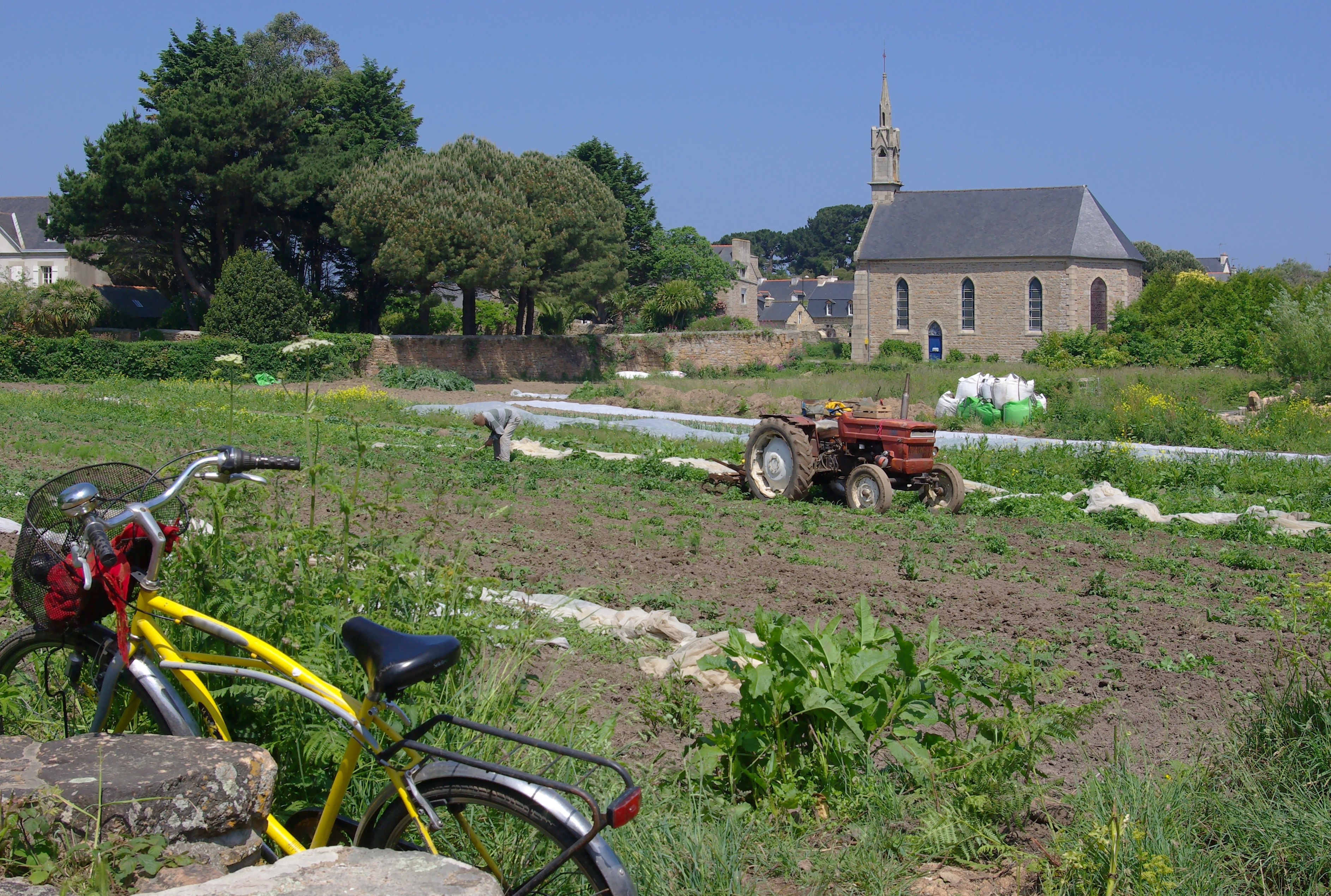
Jardinage, Île-de-Bréhat, 2009.

## Aspects de travail du jardinage

### La biodiversité

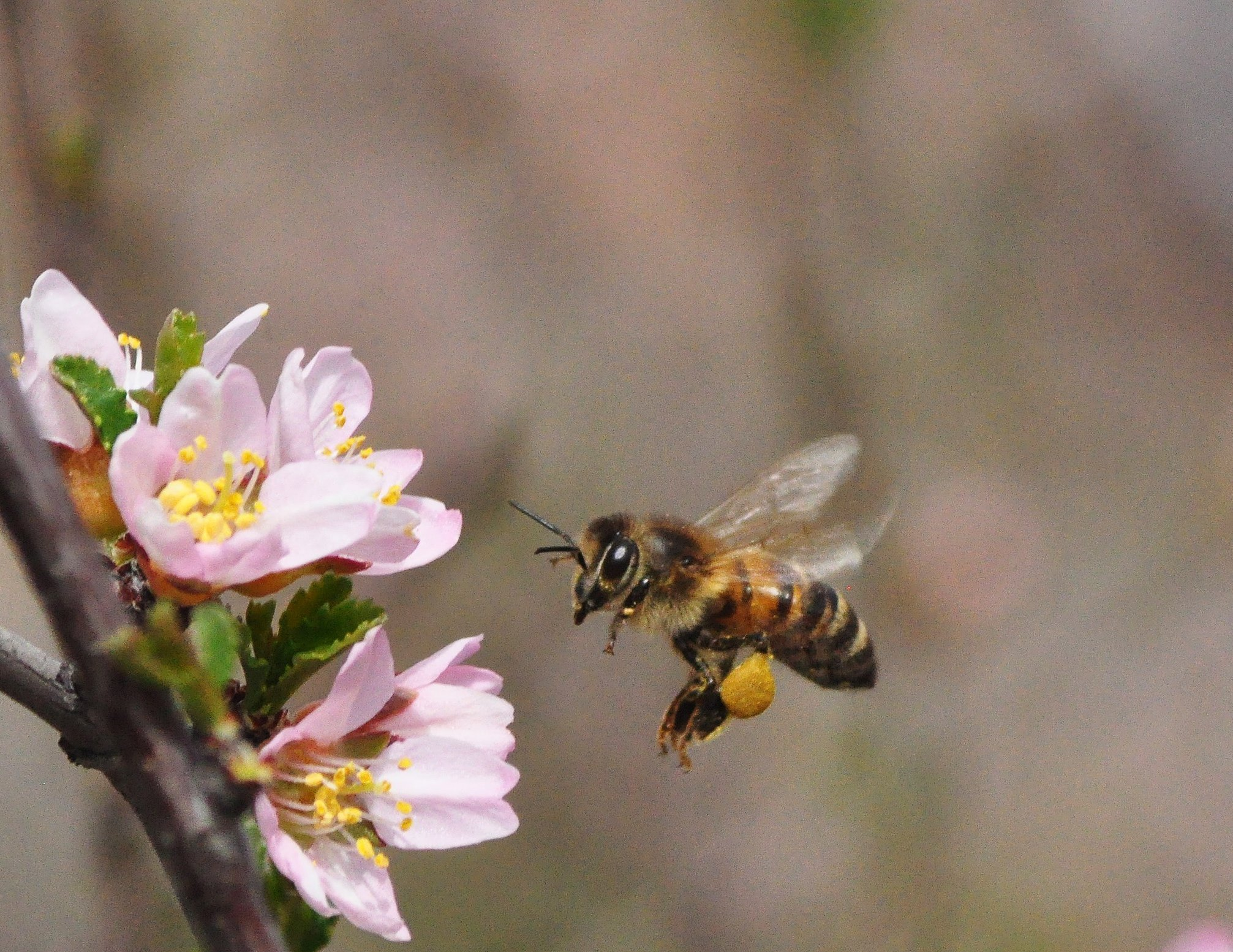
La biodiversité au jardin inclut flore et faune.

De nouvelles tendances, influencées par le discours écologiste, émergent, dont l'intégration de la biodiversité, aussi bien dans l'objectif de participer à sa préservation, que dans la reconnaissance de ses apports en opposition aux tendances de monocultures des décennies précédentes. Ainsi sont nés les jardins sauvages (ou jardins naturels) où les légumes, les plantes ornementales et les fruits sont cultivés ensemble avec des espèces natives. Les espèces cultivées sont alors incluses dans une écologie naturelle préexistante, non perturbée, mais au contraire bénéficiant du processus de jardinage. Comme dans d'autres formes de jardinage, l'esthétique joue un rôle central en décidant de ce qui est « correct » mais d'autres contraintes s'appliquent[Quoi ?]. Les jardins sauvages sont par définition des exemples de jardinage gérant correctement les ressources en eau, étant donné que les espèces naturelles présentes dans une écorégion ou un microclimat sont celles adaptées aux ressources locales.
La pelouse plutôt que le jardin est un point important en planification urbaine, en ceci qu'il revient à établir le droit à l'existence de la nature sauvage, plutôt que la nature dominée[réf. nécessaire].

### Le traitement des déchets

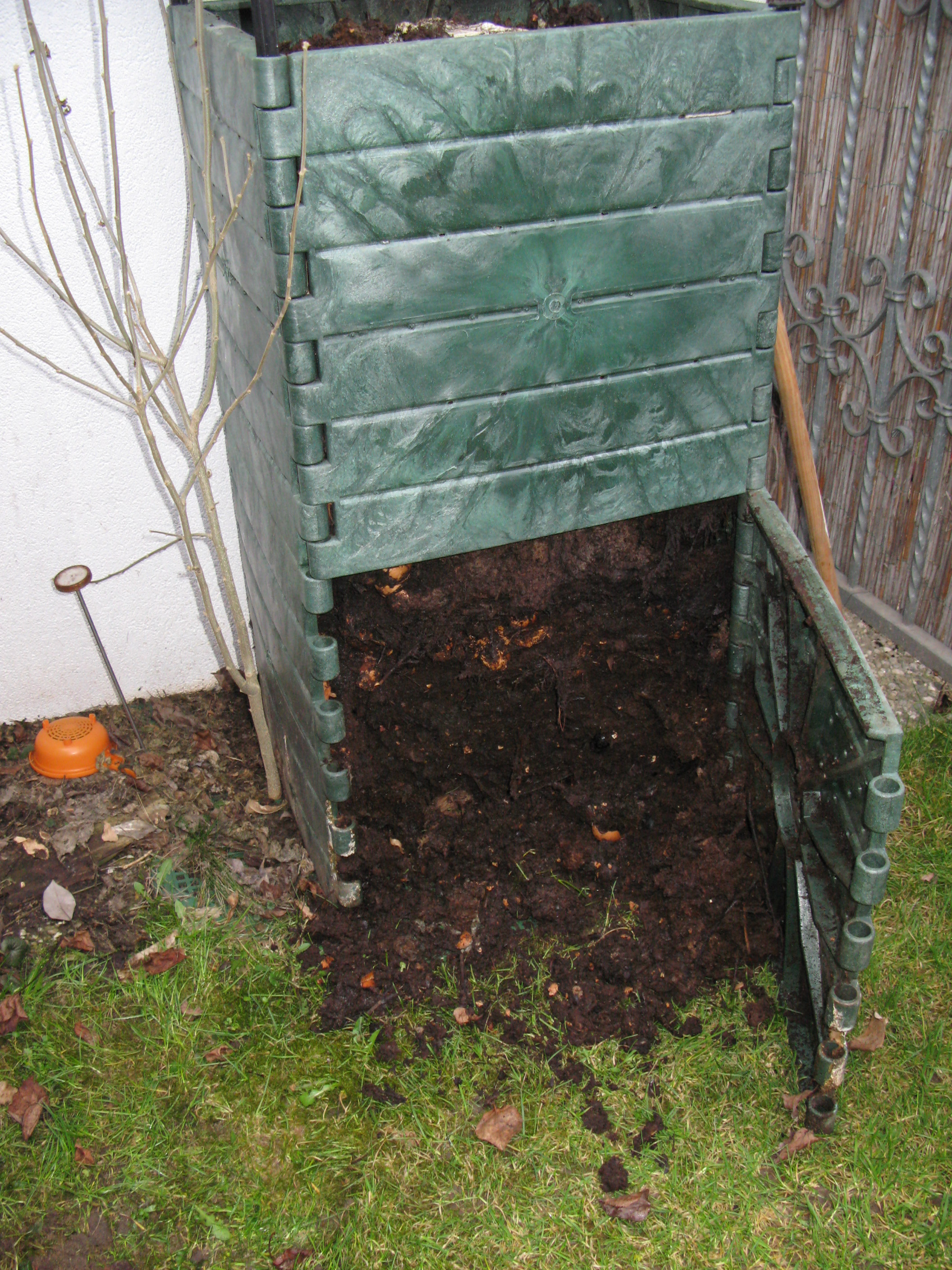
Exemple d'un moyen de traiter une partie des déchets domestiques pour les réutiliser pour le jardinage : du compost fait dans un composteur domestique.

Dans certaines éco-constructions, qui gèrent elles-mêmes leur eau et leurs déchets, des toits-jardins ont été créés. Ce principe est très proche de celui d'une machine vivante, lequel repose sur :
- la production de déchets (compost et eaux usées) ;
- leur transformation (par exemple dans un composteur, une fosse septique ou des toilettes sèches) ;
- leur épandage sur le sol ;
- la culture vivrière sur ce même sol ;
- et la récolte de produits, qui après consommation, génèrent à leur tour un compost et des eaux usées.

Dans la majeure partie du monde, ce type de jardinage est pratiqué, en dépit de l'existence de risques sanitaires lorsque des technologies et méthodes modernes ne sont pas utilisées. Une méthode permettant d'éviter ces risques est par exemple celle de la toilette sèche.
En Chine, par exemple, les agriculteurs mettent en place des toilettes extérieures sur les routes pour favoriser leur usage par les touristes, afin de se fournir en matières organiques. Ces méthodes permettent l'usage de calories, d'eau et de minéraux, mais violent les considérations esthétiques et sanitaires de la plupart des Occidentaux, qui n'accepteraient pas d'utiliser des fèces humaines dans leurs jardins ou pour l'alimentation du bétail. Ainsi, il existe des conflits entre le jardinage pour raisons personnelles ou esthétiques et pour des raisons pratiques de production de nourriture, même au sein d'une famille.
Le mur végétalisé est une variation inhabituelle d'une machine vivante et constitue dans les faits un jardin vertical : l'eau s'écoule sur une surface sur laquelle se développent de la mousse ou d'autres plantes, quelques insectes et des bactéries et est captée en bas du mur dans une mare d'où elle est réinjectée en haut du mur. Ce type de jardin est parfois construit à l'intérieur des habitations pour aider à réduire le stress de la vie en zone urbaine ou pour augmenter les teneurs en oxygène dans l'atmosphère recyclée. D'autres jardins d'intérieur font partie des systèmes de chauffage ou d'air climatisé. Le mur vivant fait partie de ce que l'on nomme jardinage urbain.

## Diversité de l'art du jardin dans le monde

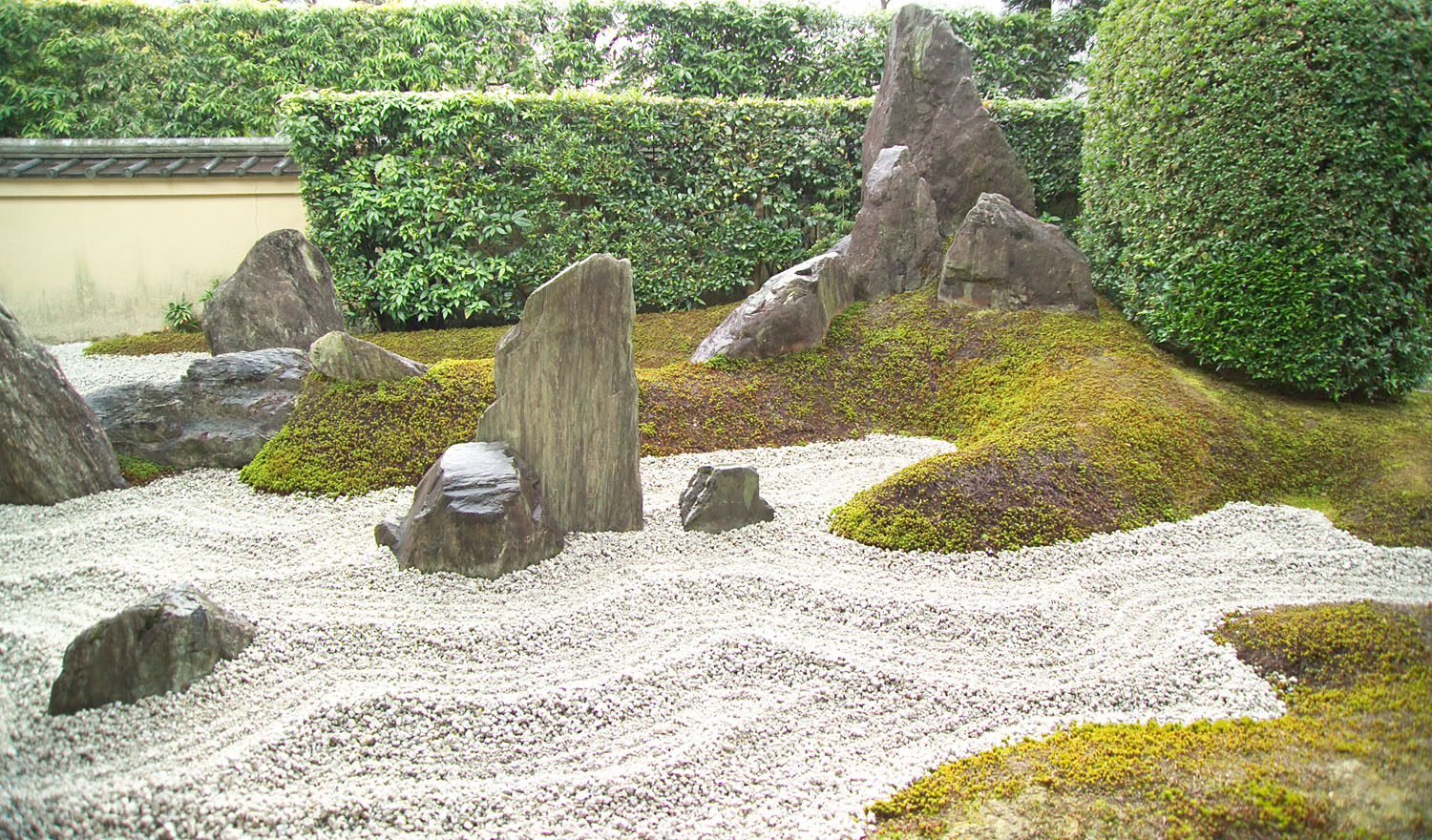
Un exemple de jardin japonais : le jardin du Zuiho-in, dans le temple Daitoku-ji, Kyōto (Japon).

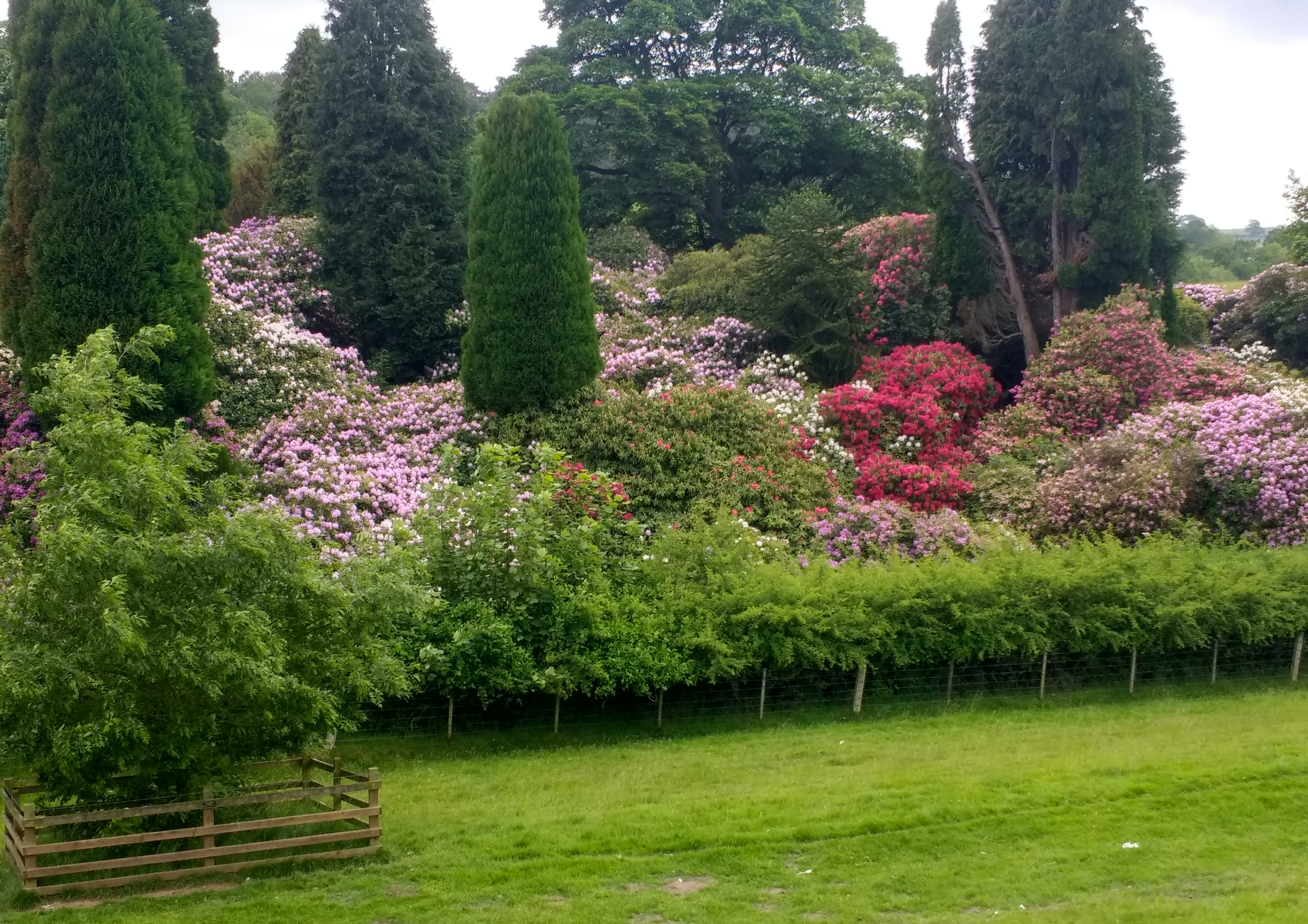
L'art du jardin anglais, consistant à ne pas suivre des contours géométriques

Le jardinage est considéré comme absolument essentiel dans la plupart des cultures. Il a connu des évolutions différentes par continent et certains styles sont associés à des pays en particulier, par exemple, le jardin anglais ou les jardins à l'italienne, que ce soit ceux de la Renaissance, ou ceux de l'époque Baroque. Parmi les jardins en Europe, on peut inclure aussi les jardins à la française, les jardins de la Renaissance française, les jardins hollandais.
Mais l'art des jardins le plus ancien se retrouve dans les jardins en Asie, où se retrouvent plusieurs styles différents, les jardins japonais, avec notamment l'art du bonsaï, les jardins chinois, les jardins persans, les jardins moghols, les jardins byzantins.
Parmi les jardins en Amérique du Nord, il en existe depuis l'époque aztèque, jusqu'aux jardins des premiers colons à celui de la Maison-Blanche.
En Afrique, il existe des jardins en Égypte depuis l'Antiquité.
On remarque néanmoins deux évolutions parallèles bien distinctes du jardinage, dont découlèrent les principaux styles paysagers. Certaines cultures ont développé un jardinage très symétrique et rectiligne, d'autres un jardinage très spontané donnant l'illusion d'être désordonné.

## Représentations dans les arts

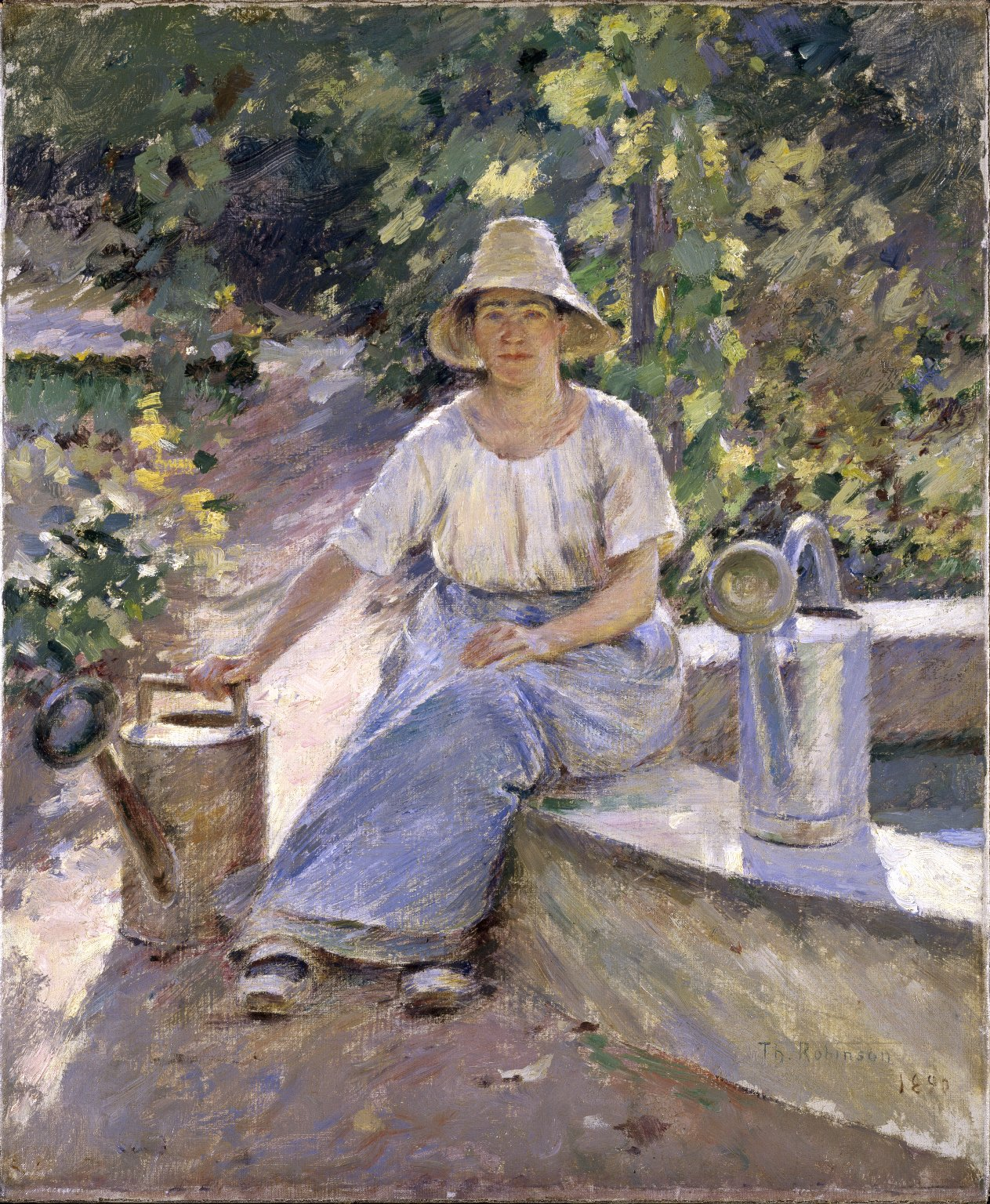
Theodore Robinson, Les Arrosoirs, vers 1890. Brooklyn Museum.

### Littérature
La pratique du jardinage a suscité régulièrement des ouvrages savants. Certains ont revêtu une forte dimension littéraire, comme le poème savant de l'abbé Jacques Delille Les Jardins, composé au XVIIIe siècle dans la lignée des poèmes didactiques grecs et romains.
Le jardinage est aussi évoqué dans des fictions. En 1898, l'écrivaine britannique Elizabeth von Arnim remporte un grand succès avec son roman autobiographique Elizabeth et son jardin allemand où elle décrit avec esprit et humour son apprentissage du jardinage tandis qu'elle s'efforce de créer un jardin à l'anglaise en Allemagne du nord.

### Peinture
Plusieurs peintres réalistes ou impressionnistes ont représenté des jardiniers et des jardinières en s'intéressant aux détails de leur activité de jardinage, par exemple à leur équipement. Vers 1890, Theodore Robinson peint un tableau intitulé Les Arrosoirs montrant une femme entourée de ses outils de jardinage,.

### Dessin
Les jardins d'architecture, qui étaient réalisés surtout au XVIIe siècle ont été conçus sur plans en lien avec un travail de géométrie. Les travaux préparatoires sont devenus des dessins d'archives qui permettent de visualiser des jardins aujourd'hui disparus.

#### Thèmes
- Arbres : arbres, tant feuillus que conifères, mais non fruitiers
- Arbres fruitiers : arbres exploités dans des vergers, dans des haies séparatives, isolés de plein champ ou dans des prés vergers pour la production alimentaire de leurs fruits et de leurs bois
- Cocompostage
- Compostage (biologie)
- Vermicompost
- Graminées ornementales

#### Types de jardins
- Jardins familiaux
- Jardinage en carrés, méthode de jardinage intensif et écologique
- Jardinage surélevé

#### Divers
- Ordre des francs-jardiniers
- Paysan
- Paysage
- Plantes aquatiques : plantes que l'on retrouve dans marais, étangs et lacs
- Plantes aromatiques : plantes cultivées ou spontanées, recherchées pour leur saveur, leur odeur, utilisées en cuisine ou en parfumerie
- Plantes médicinales : plantes cultivées ou spontanées, à but médicinal (bêtes et hommes)
- Plantes ornementales
- Plantes potagères : légumes, certains fruits du jardin
- Plantes pour parterres

#### Fiches techniques
- Outils de jardinage : l'historique, les outils d'ailleurs (à prendre comme outil aussi les désherbants, pesticides et engrais)
- Les différentes parties d'un jardin : parterres, potager, gazon, verger, étang ornemental, terrasse, etc
- Nuisibles du jardin
- Permaculture